# Gerrit de Ruiter (kweker)

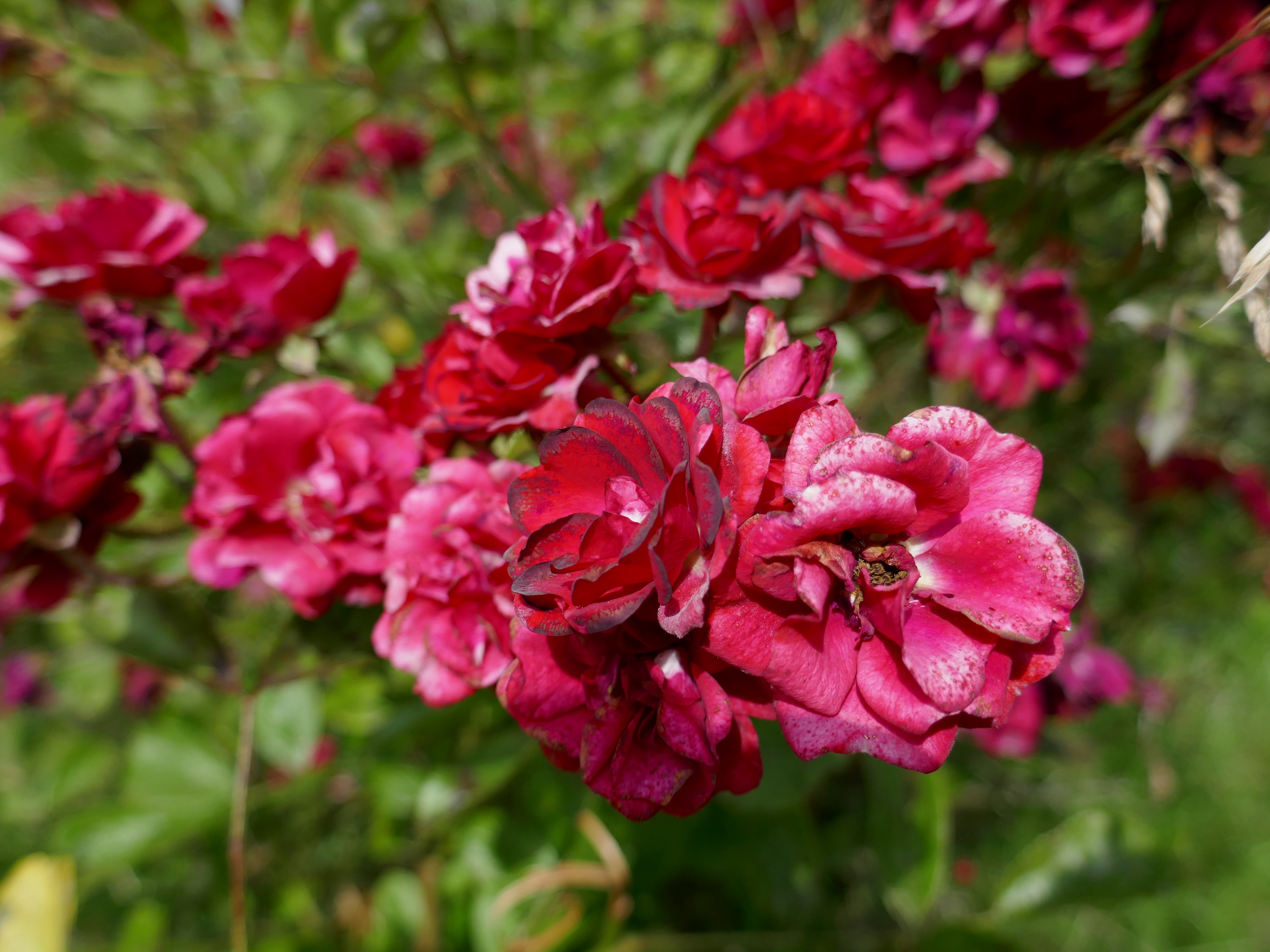
Eén van de eerste rozen van Gerrit de Ruiter, 'Miss Edith Cavell'

Gerrit de Ruiter (Waddinxveen, 8 mei 1892  – Hazerswoude, 1 oktober 1965) was een Nederlandse rozenkweker en -veredelaar en grondlegger van een daarin gespecialiseerd bedrijf dat sinds 2001 bekend is onder de naam 'De Ruiter Innovations'.

## Biografie
Gerrit de Ruiter begon in 1912 een boomkwekerij in Hazerswoude-Dorp waar hij plantgoed kweekte voor Boskoopse kwekers. Als hobby had hij ook een stuk land met polyantharozen (tegenwoordig worden de grootbloemige trosrozen floribundarozen genoemd). In 1914 selecteerde hij uit de rozerode polyantharoos 'Orléans Rose' een donkerrood gekleurde sport (mutant) die in 1917 werd geïntroduceerd onder de naam 'Miss Edith Cavell' (genoemd naar de Britse verpleegster Edith Cavell die tijdens de Eerste Wereldoorlog door een Duits vuurpeloton werd doodgeschoten). Omdat hij een scherp oog had voor het opsporen van mutaties bij polyantharozen, ging hij zich daarin specialiseren. Zijn voorkeur ging uit naar oranje kleuren.
Vanaf 1915 noemde hij zijn kwekerij "Rosa Polyantha". Ter promotie liet hij een groot aantal rozen bloeien, die hij vervolgens op tentoonstellingen, ook in het buitenland, presenteerde. Bekende rozen uit de begintijd zijn 'Superb' (1927), 'Gloria Mundi' (1929), 'Cameo' (1932) en 'Princes van Oranje' (1935). Zijn eerste creaties waren sports die voornamelijk zijn afgeleid van de 'Orléans Rose', zelfs over meerdere generaties heen. Zo is 'Princes van Oranje' een sport van de roos 'Gloria Mundi' en 'Gloria Mundi' wederom een sport van de roos 'Superb'. Tijdens de Tweede Wereldoorlog kweekte Gerrit de Ruiter groenten, maar hield zich ook verder bezig met het veredelen van rozen.
Na de oorlog zette Gerrit de Ruiter zich in voor het kwekersrecht, zodat het mogelijk werd licenties te eisen voor zijn nieuwe rozenrassen. Zijn roos 'De Ruiter's Herald' (1947) was de eerste roos die wettelijk beschermd werd door het kwekersrecht. In de jaren 50 noemde hij een serie dwergrozen naar de zeven dwergen uit de film Sneeuwwitje en de zeven dwergen van Walt Disney. Het zijn de rozen 'Doc', 'Dopey', 'Happy', 'Grumpy', 'Sneezy', 'Bashful' en  'Sleepy'. Prijzen werden behaald met de rozen 'Orange Sensation' (voor 1958), 'Kimono' (1961) en 'Europeana' (1962) en de export nam een hoge vlucht, vooral naar Scandinavië. Hij begon ook met het veredelen van snijrozen. Zijn eerste snijrozen die succesvol waren, waren 'Valetta' (1960) en 'Mandrina' (1964). 
In 1965 overleed Gerrit de Ruiter. In totaal selecteerde hij ongeveer 26 verschillende sports en creëerde hij 134 rozenhybriden. Ook na zijn dood werden zijn rozen nog met regelmaat uitgebracht. Zijn zonen Gijs en Leen zetten het bedrijf voort en legden zich toe op de veredeling en vermeerdering van snijrozen. In 1985 werd de naam van het bedrijf veranderd in 'De Ruiters Nieuwe Rozen'. In 1986 neemt Anton Pouw het bedrijf over van de broers Gijs en Leen. De Ruiter richt zich nu volledig op de veredeling van rozen. In 1992 verandert de naam van het bedrijf in 'De Ruiter New Roses International' en in 2001 in 'De Ruiter Innovations'.

## Rozen van Gerrit de Ruiter (selectie)

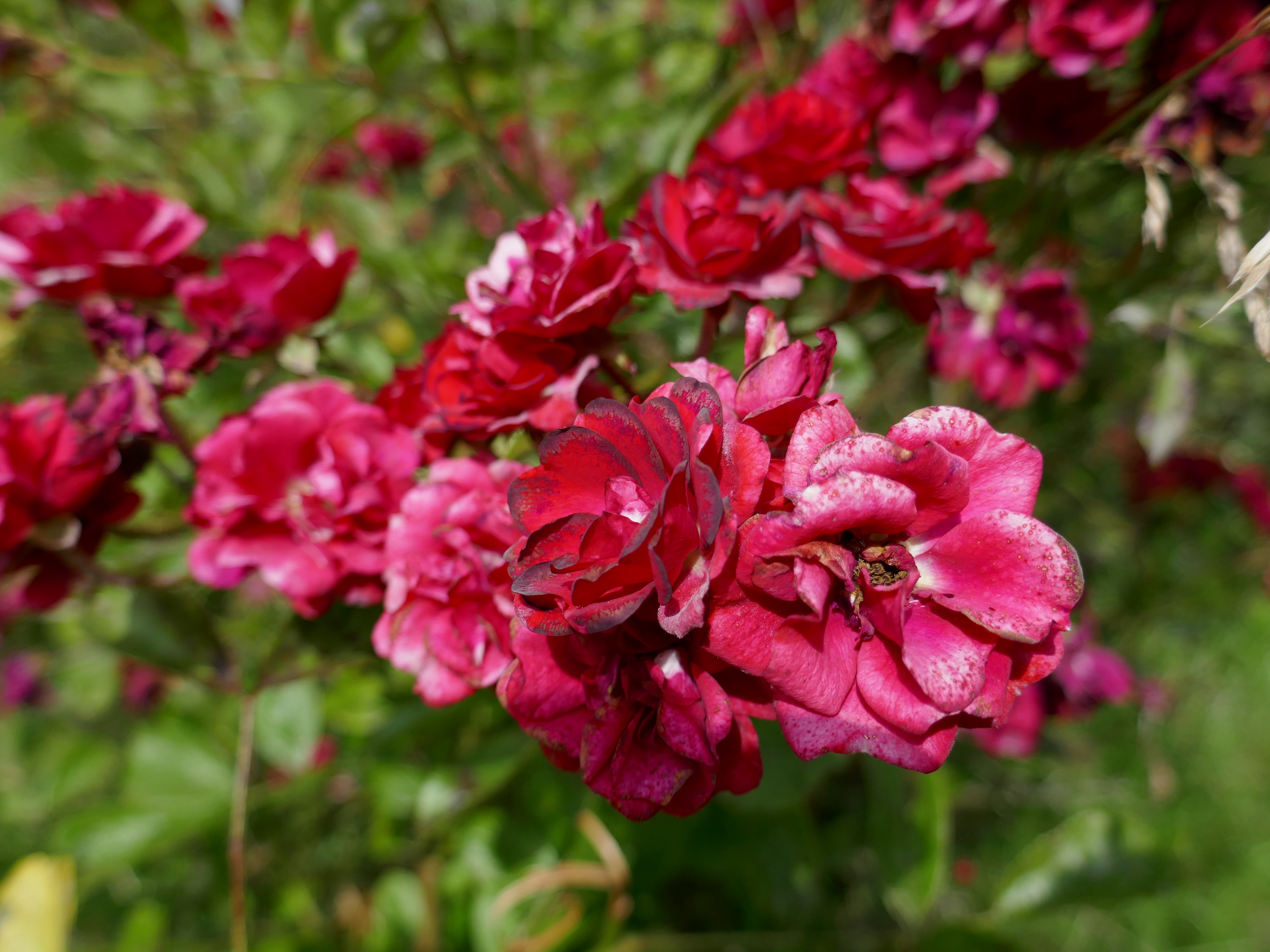
'Miss Edith Cavell', 1914
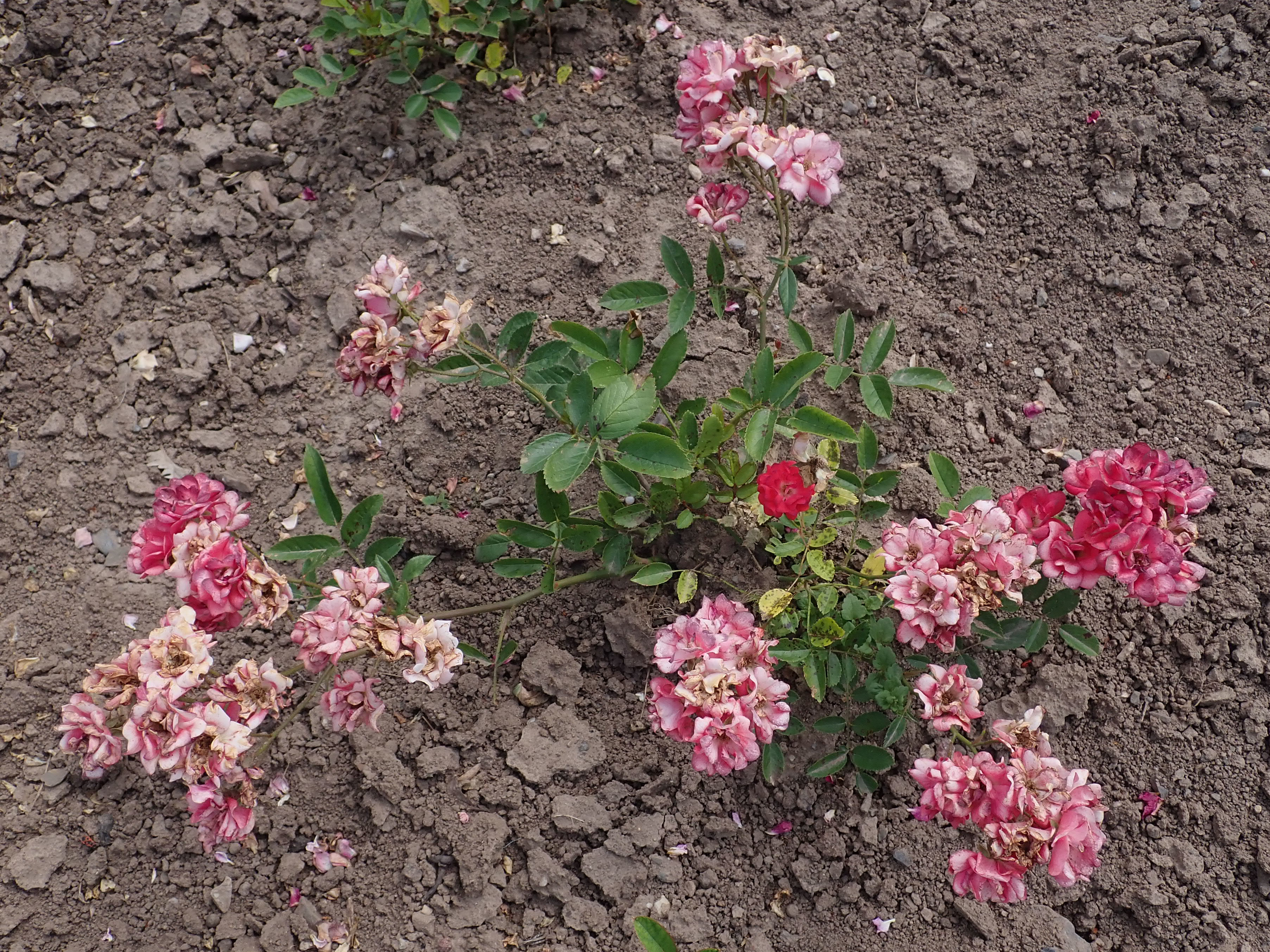
'Locarno', voor 1926
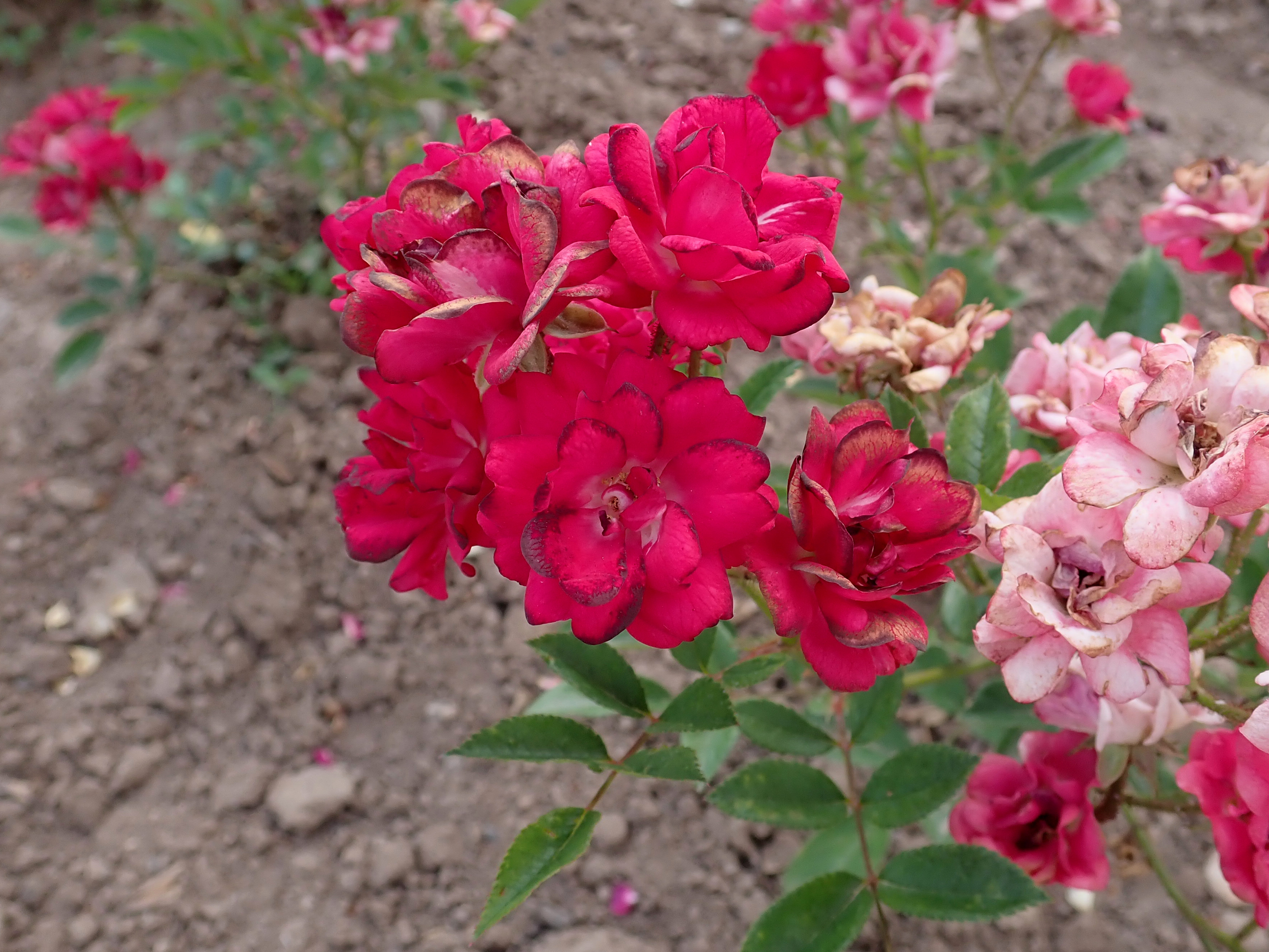
'Frans Leddy', 1927
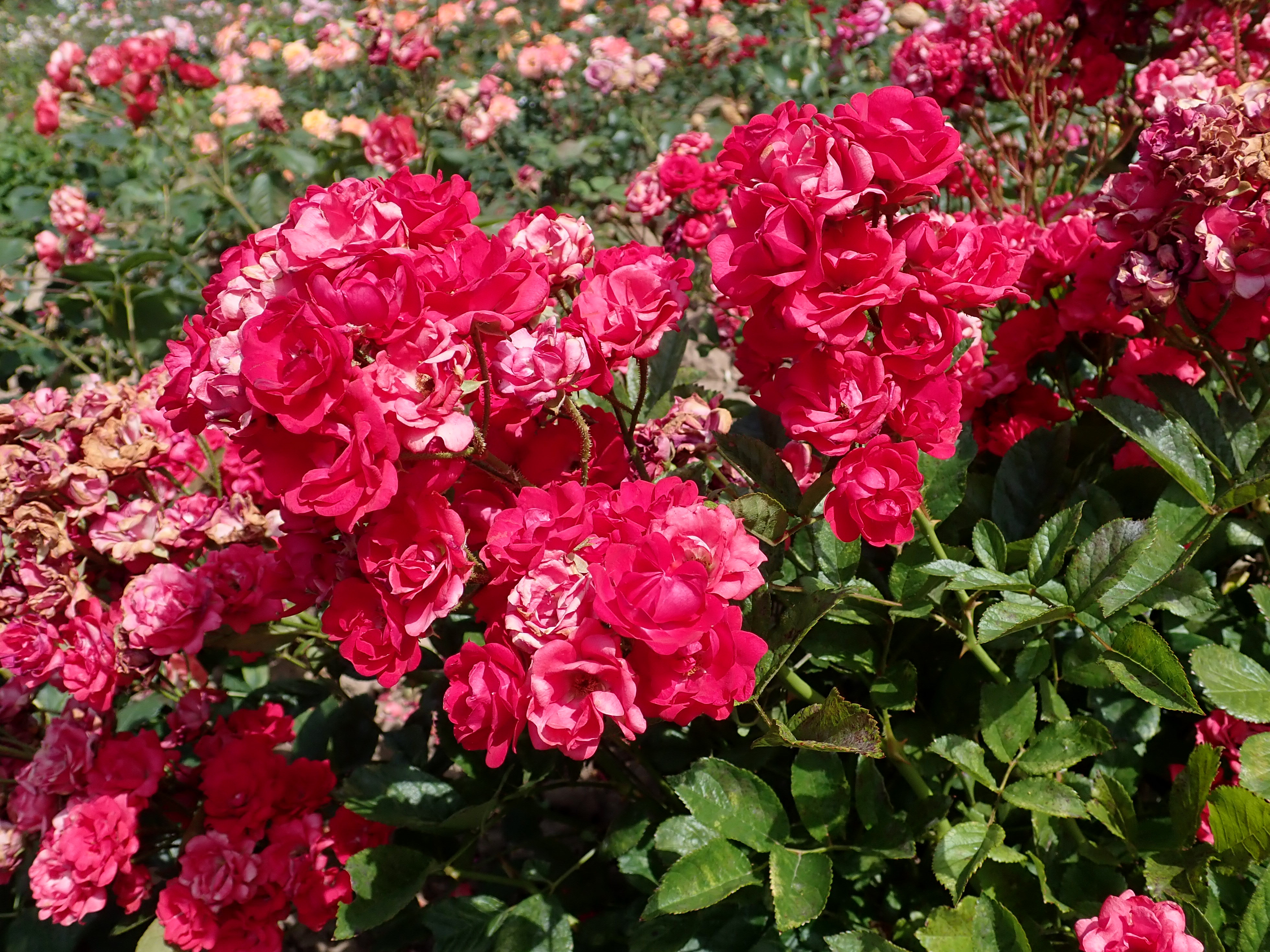
'Paris', 1929
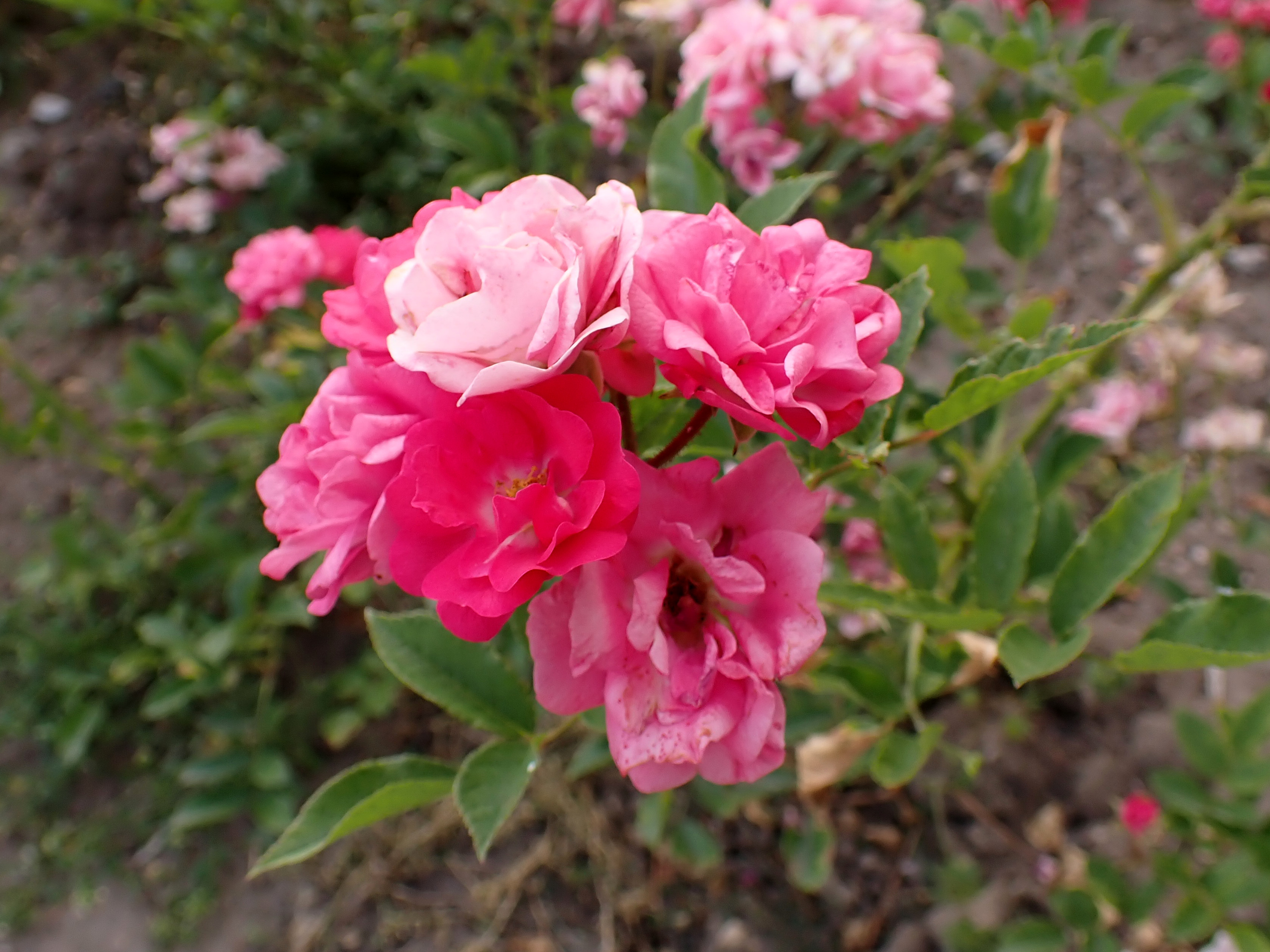
'Dainty', 1931
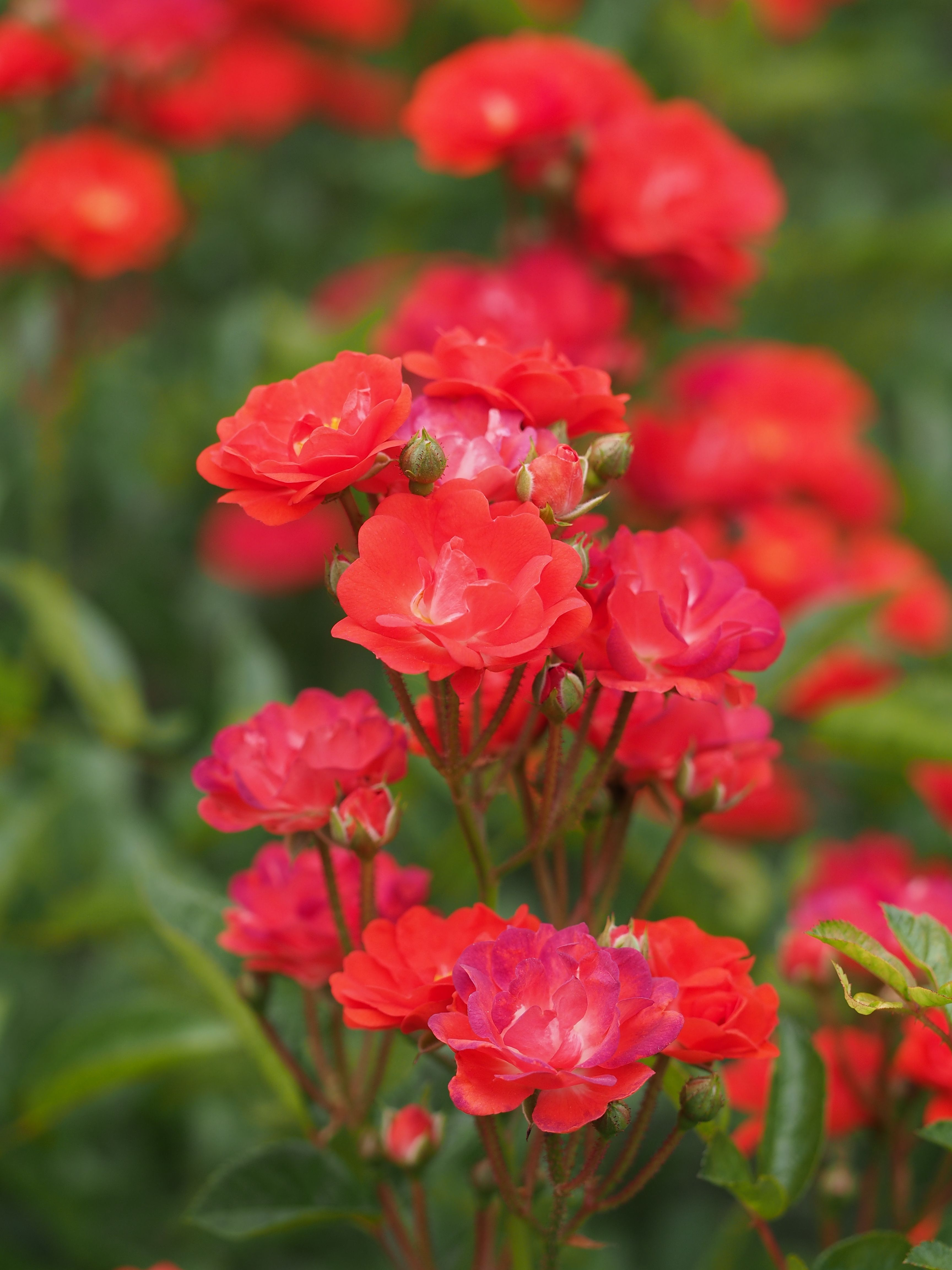
'Gloire du Midi', voor 1932
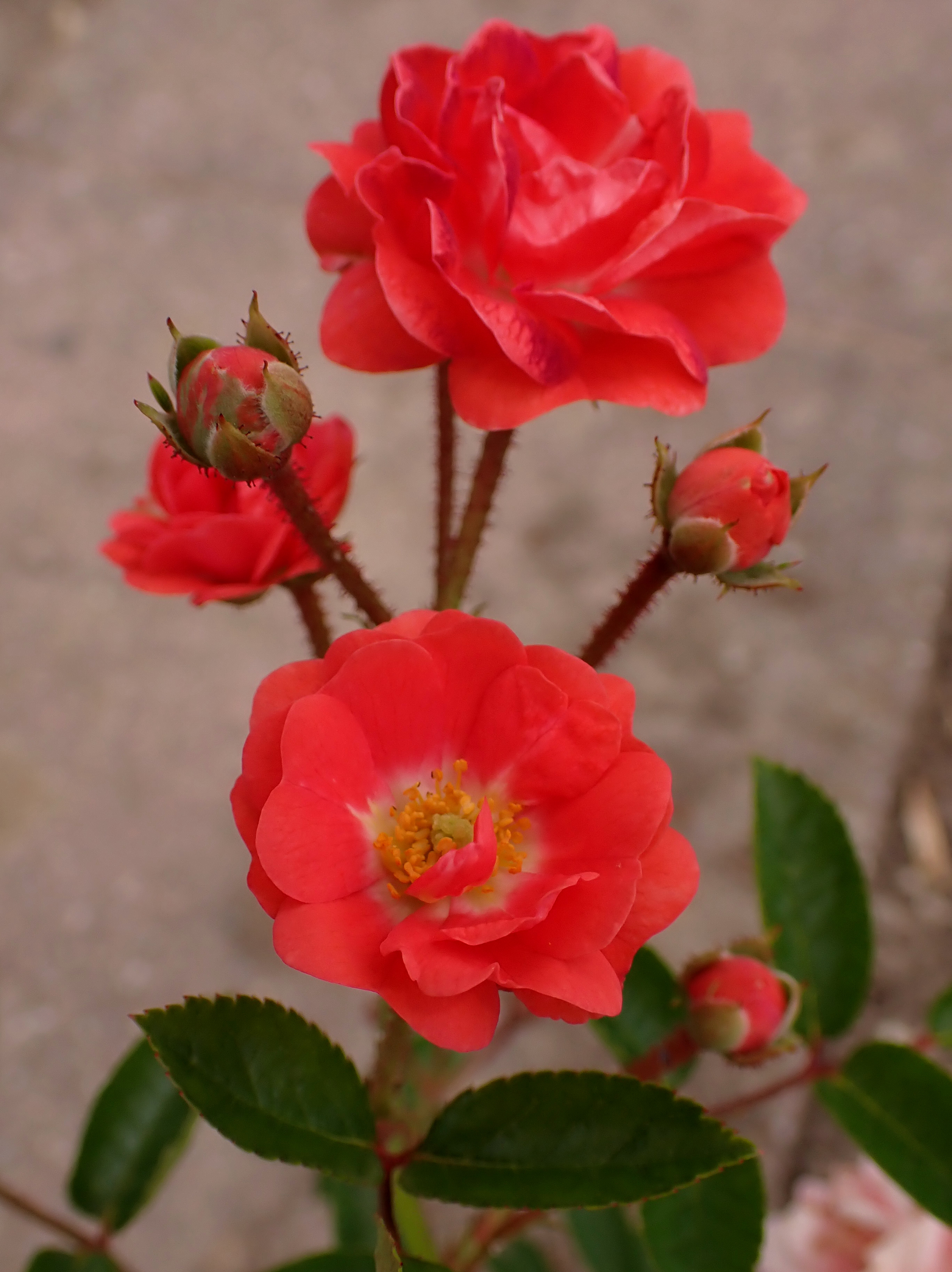
'Cameo', 1932
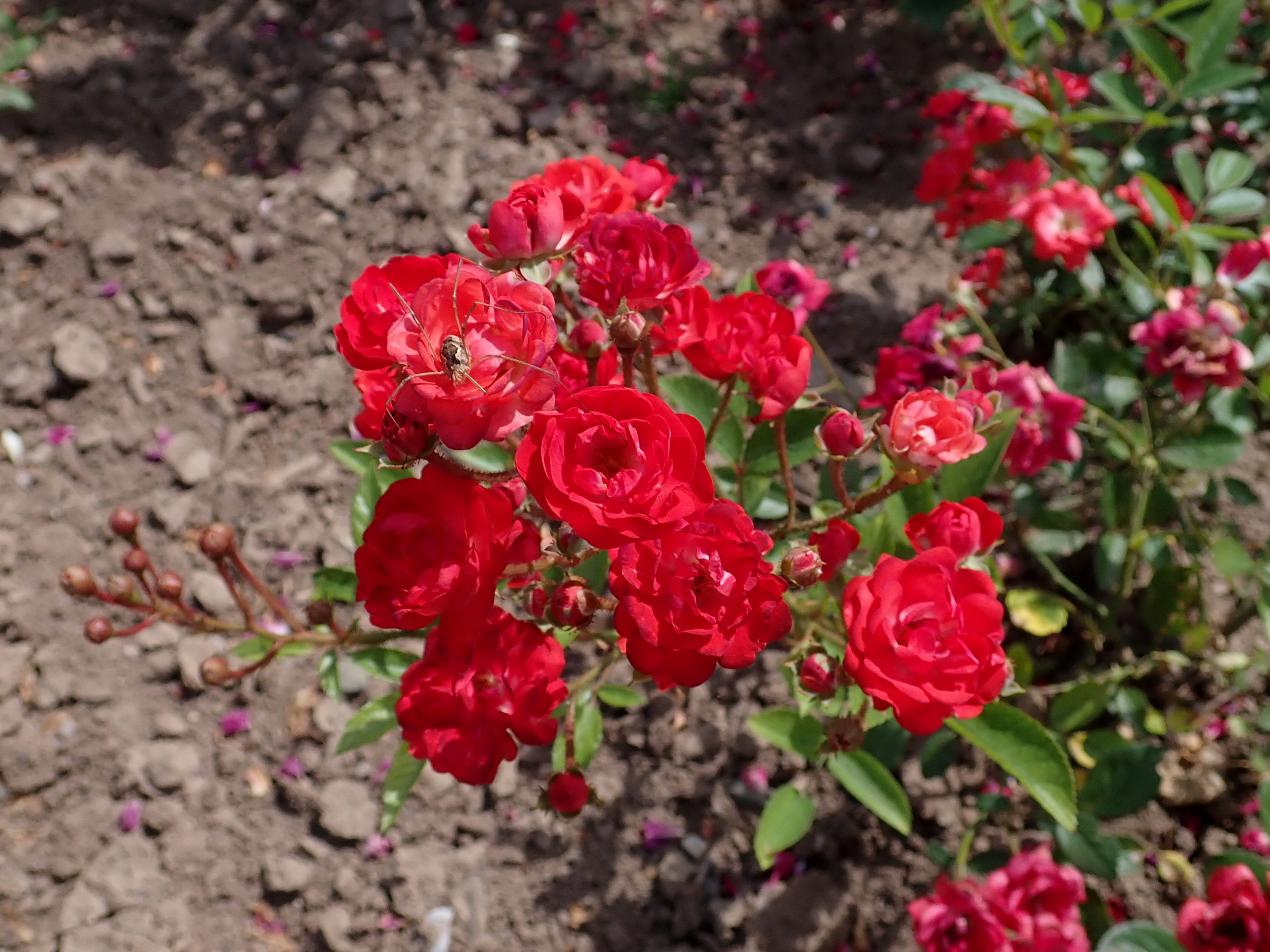
'Ruby', 1932
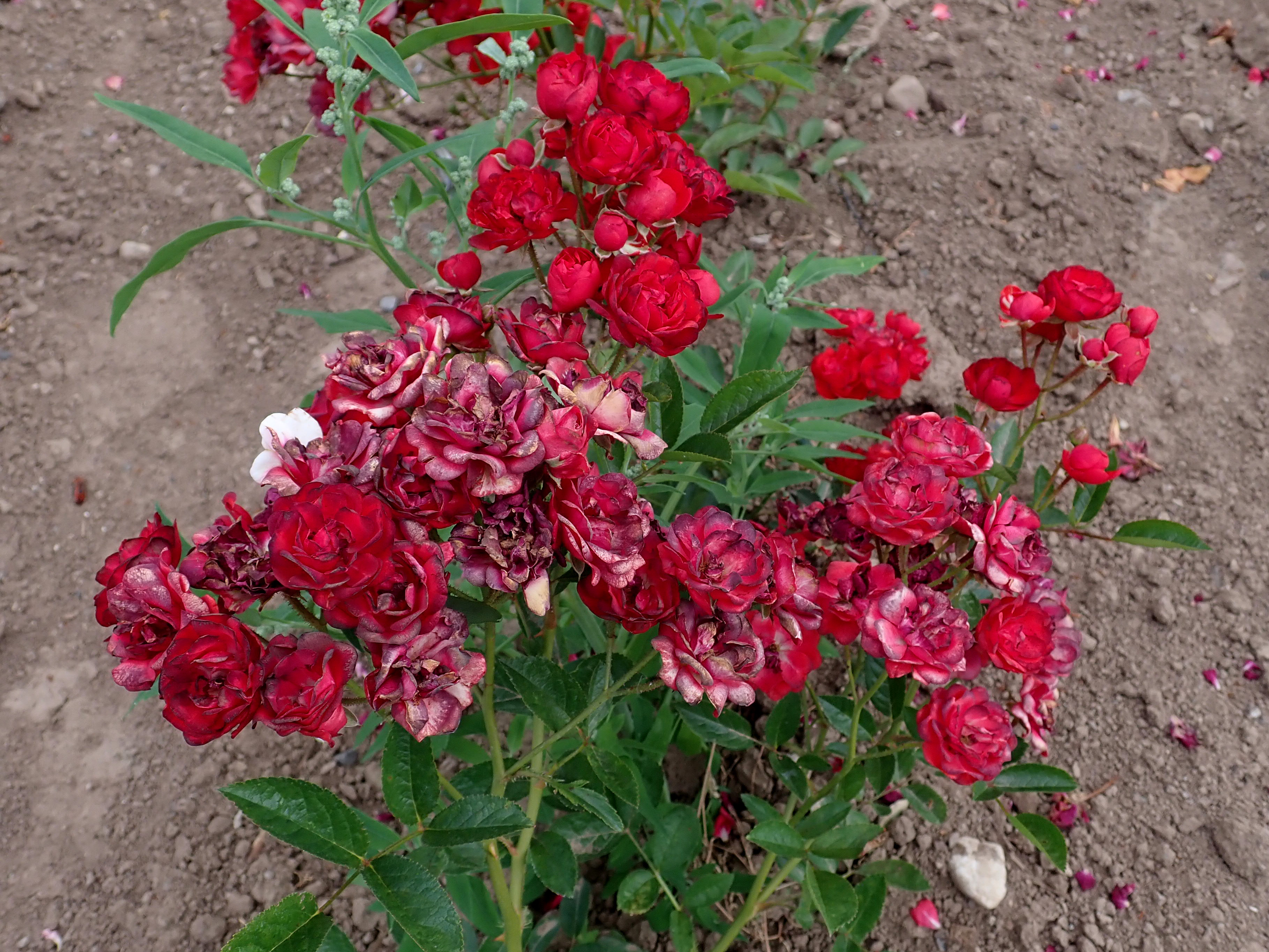
'Bright Red', 1938
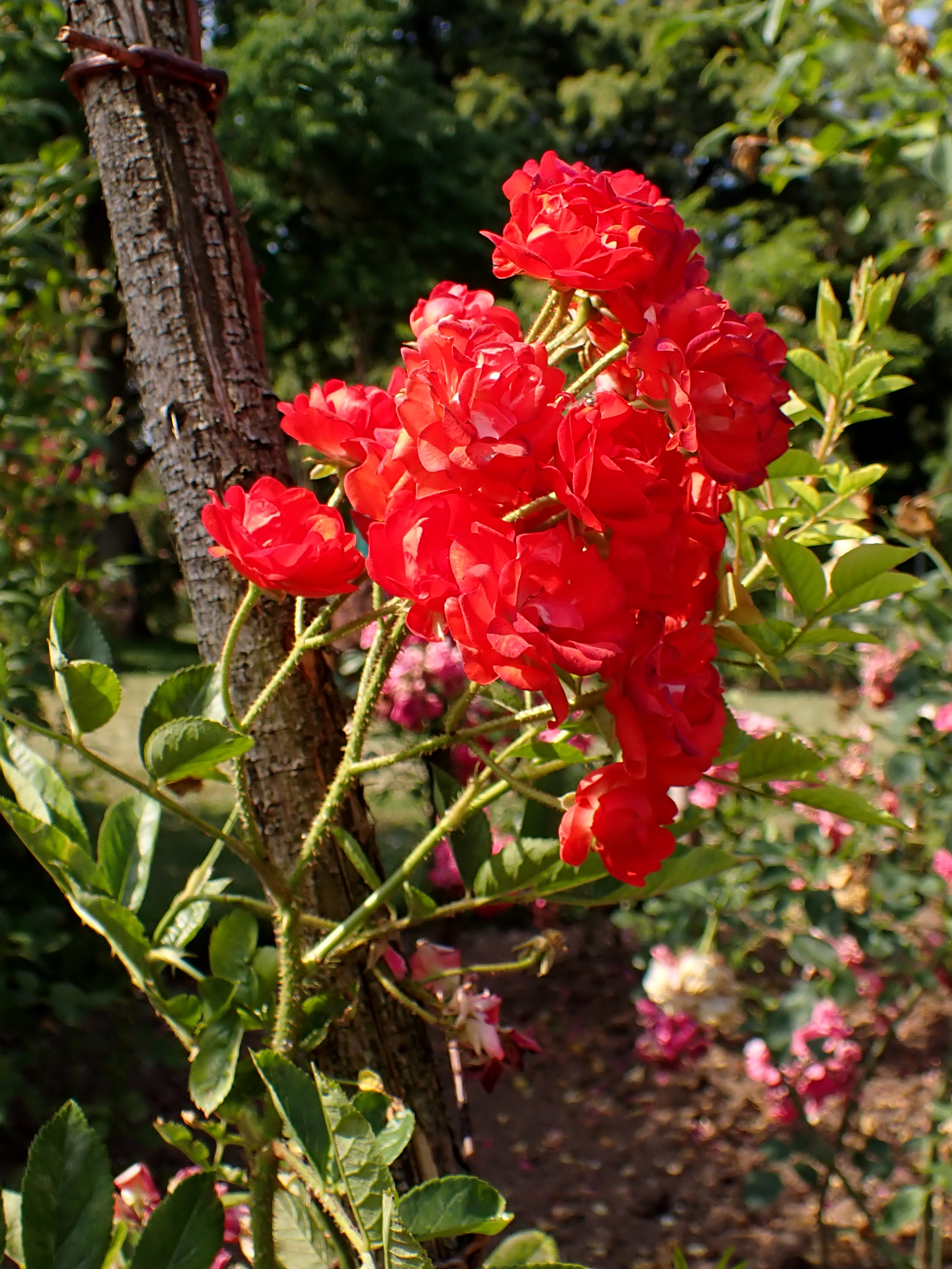
'Torch', 1942
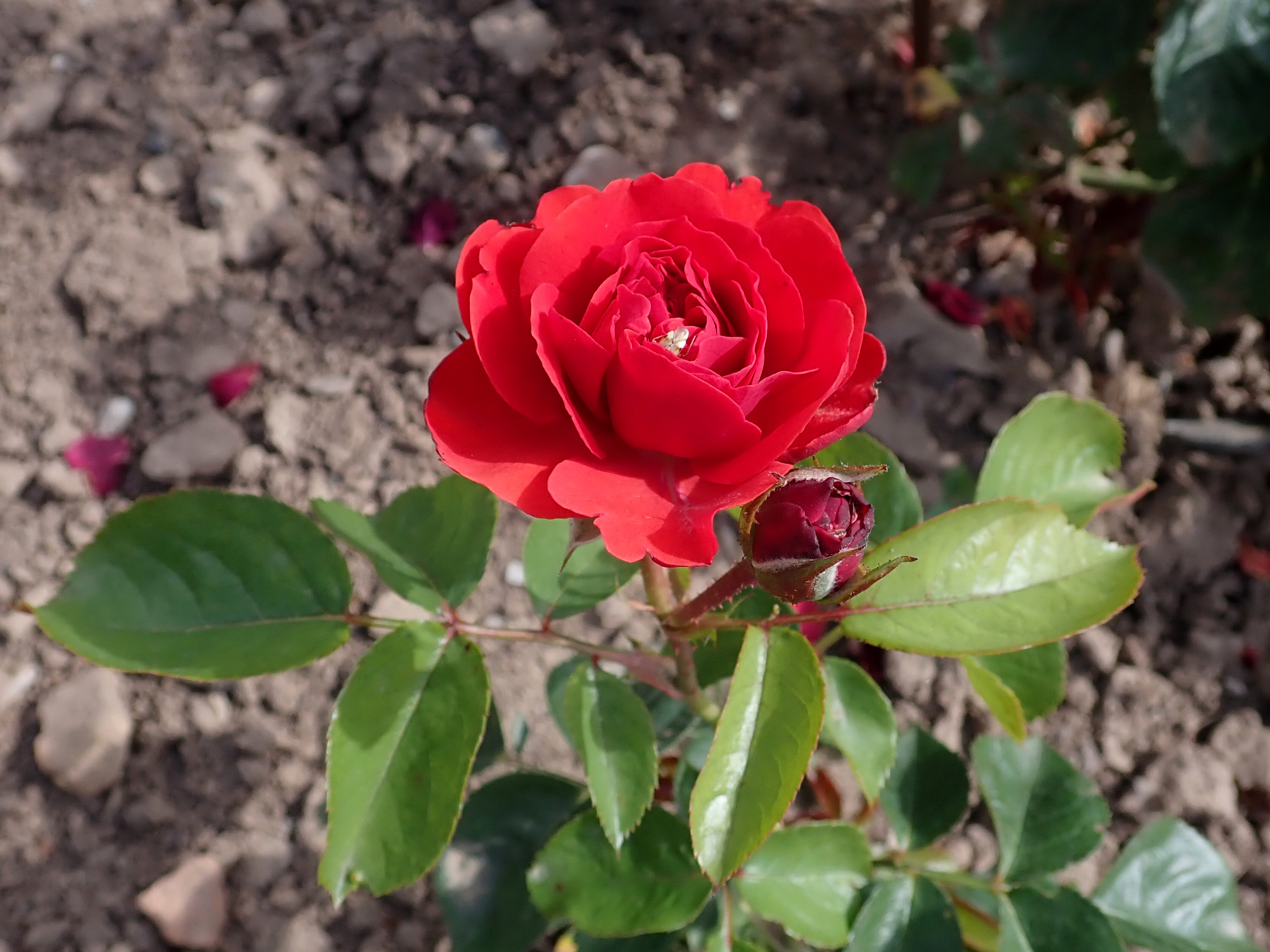
'Signal Red', voor 1949
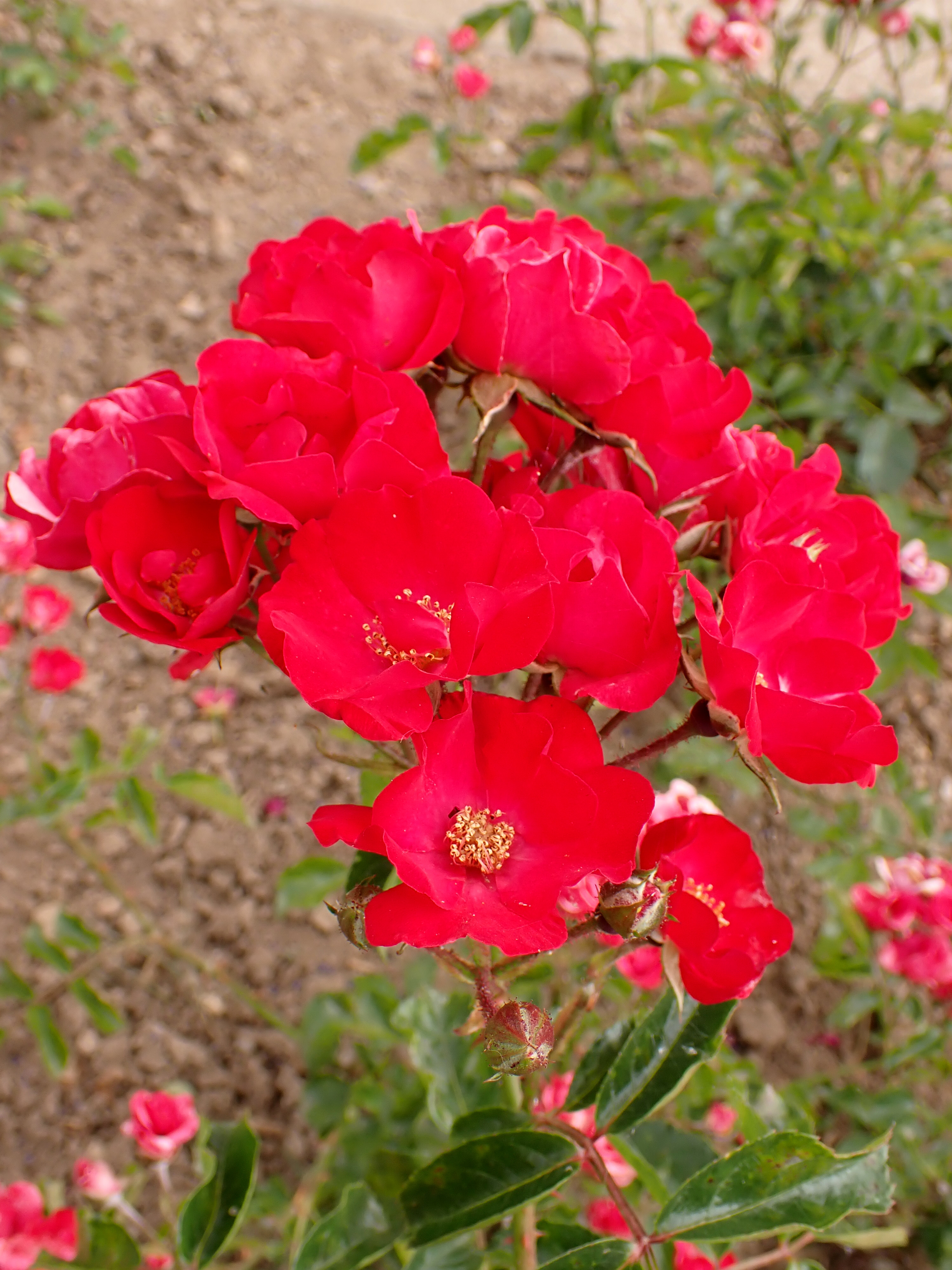
'De Ruiter's Herald',[5] 1949
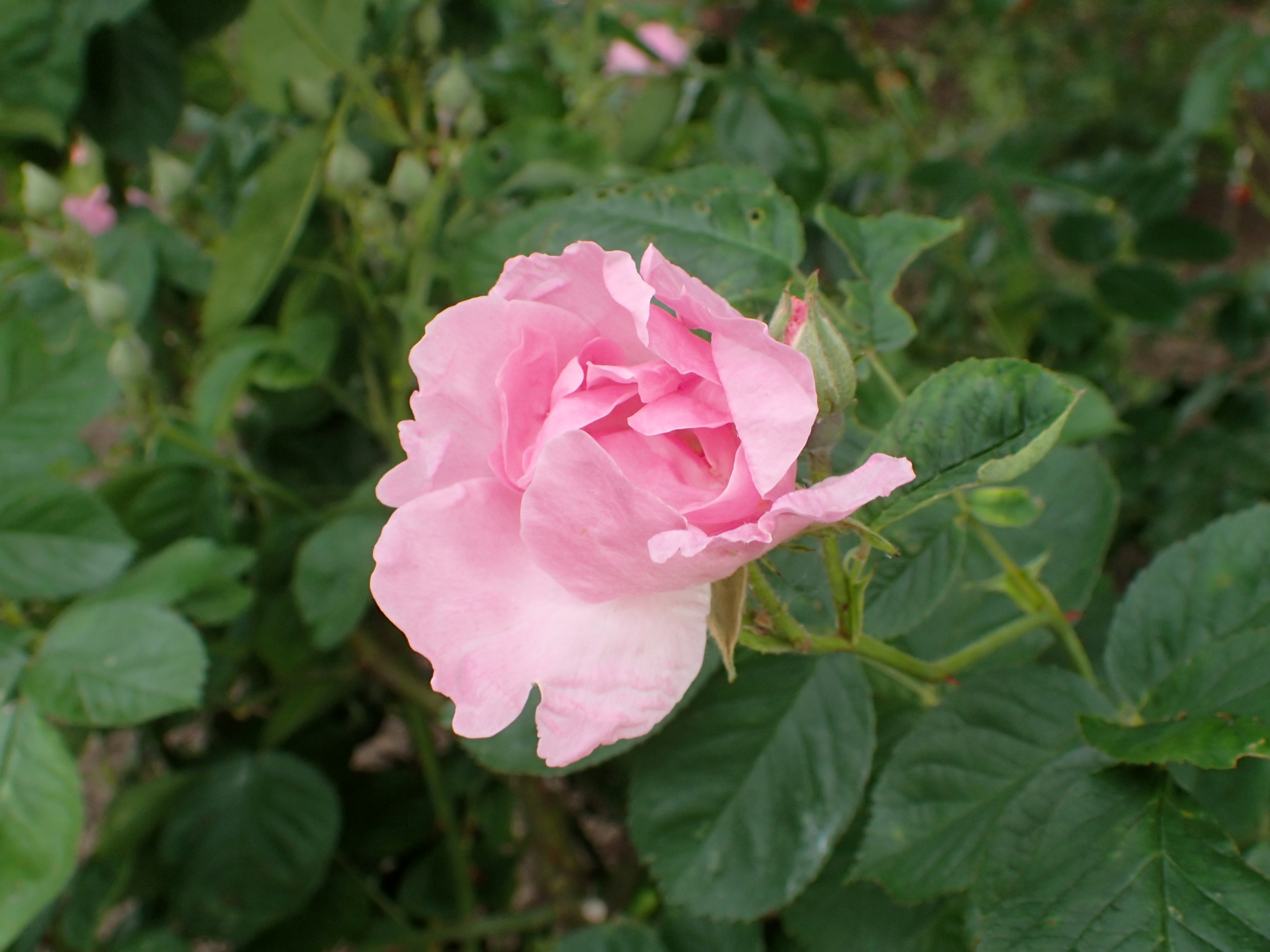
'Lyric', 1951
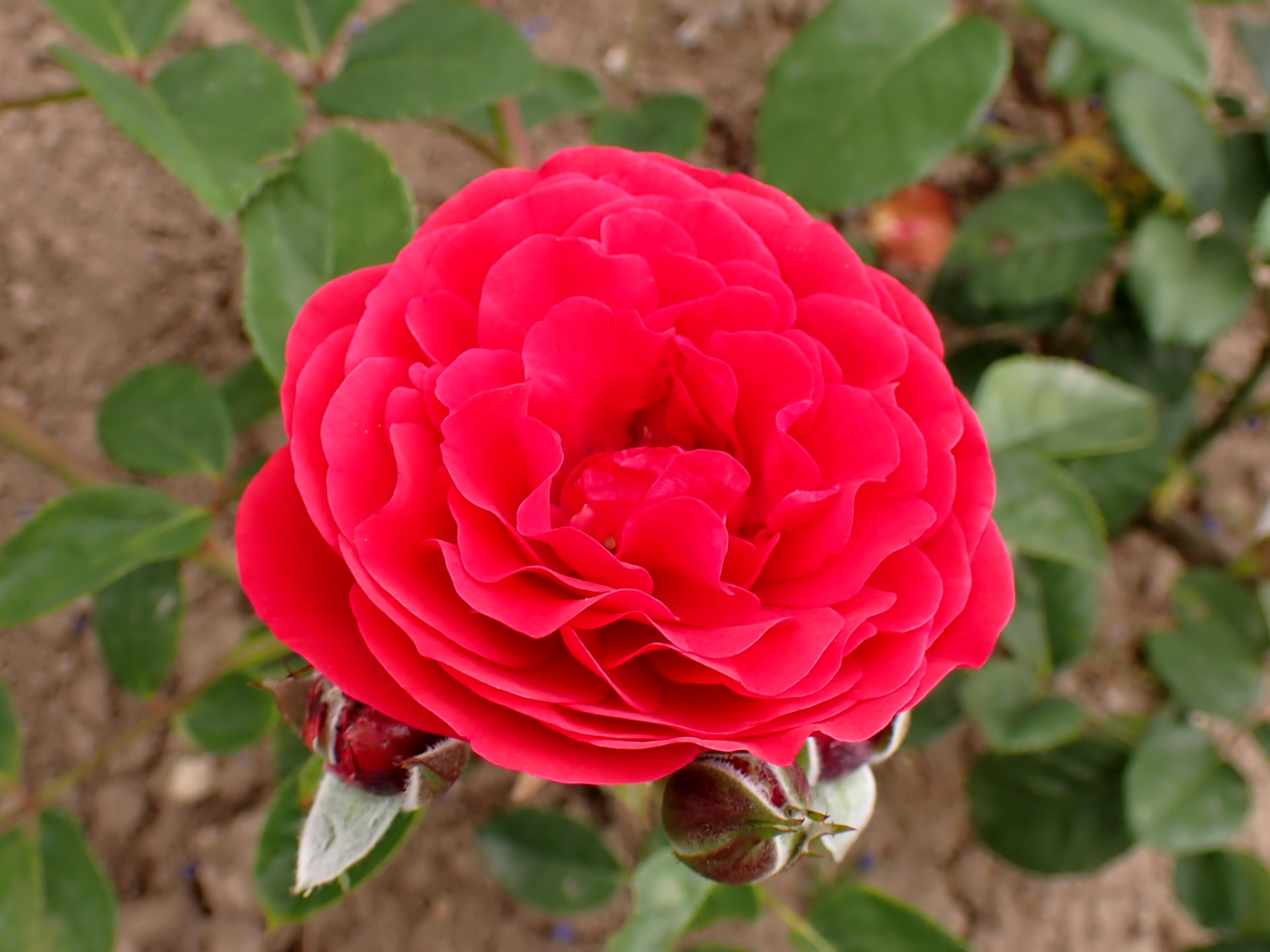
'Pompadour Red', 1951
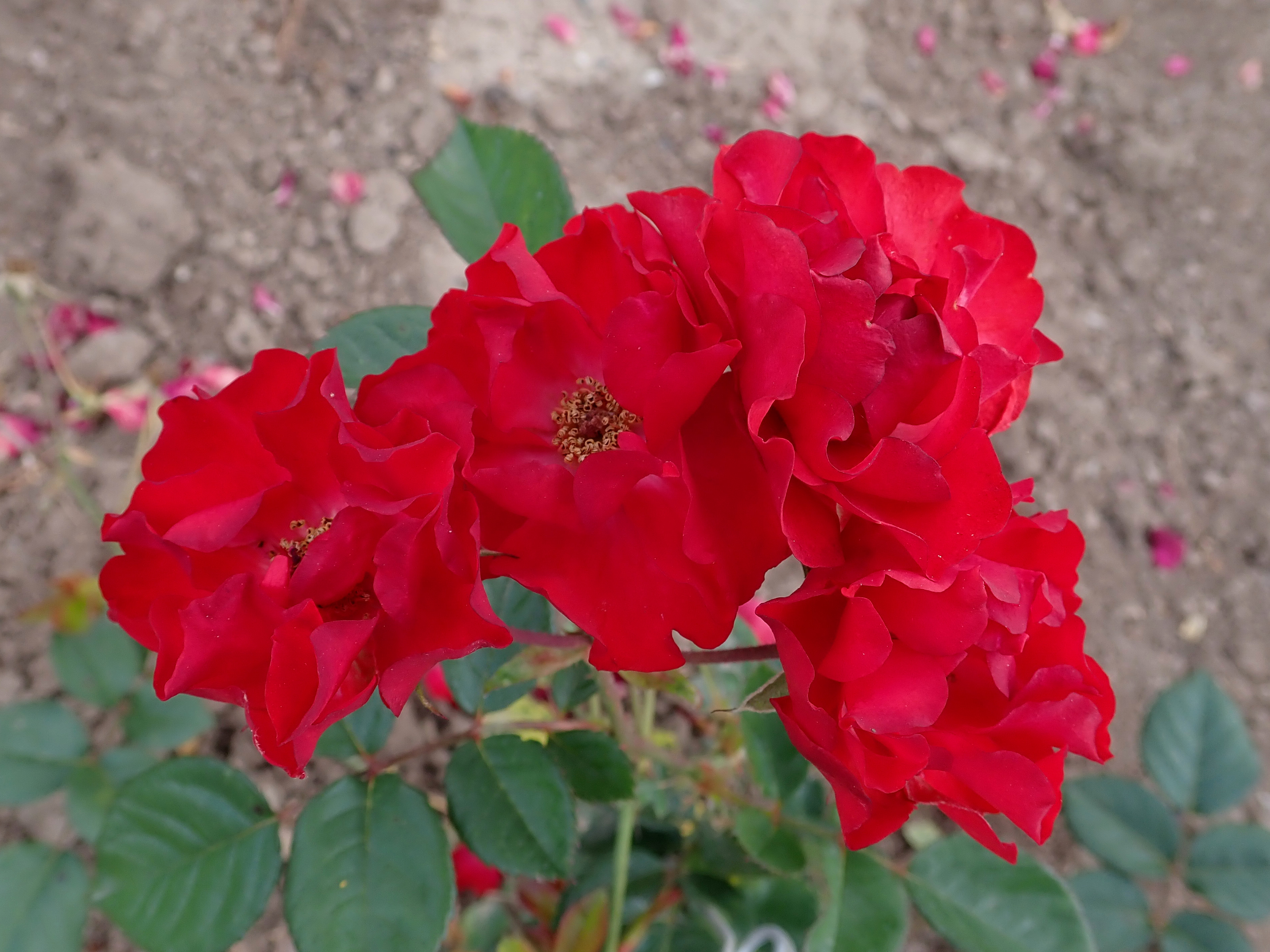
'Border King', voor 1952
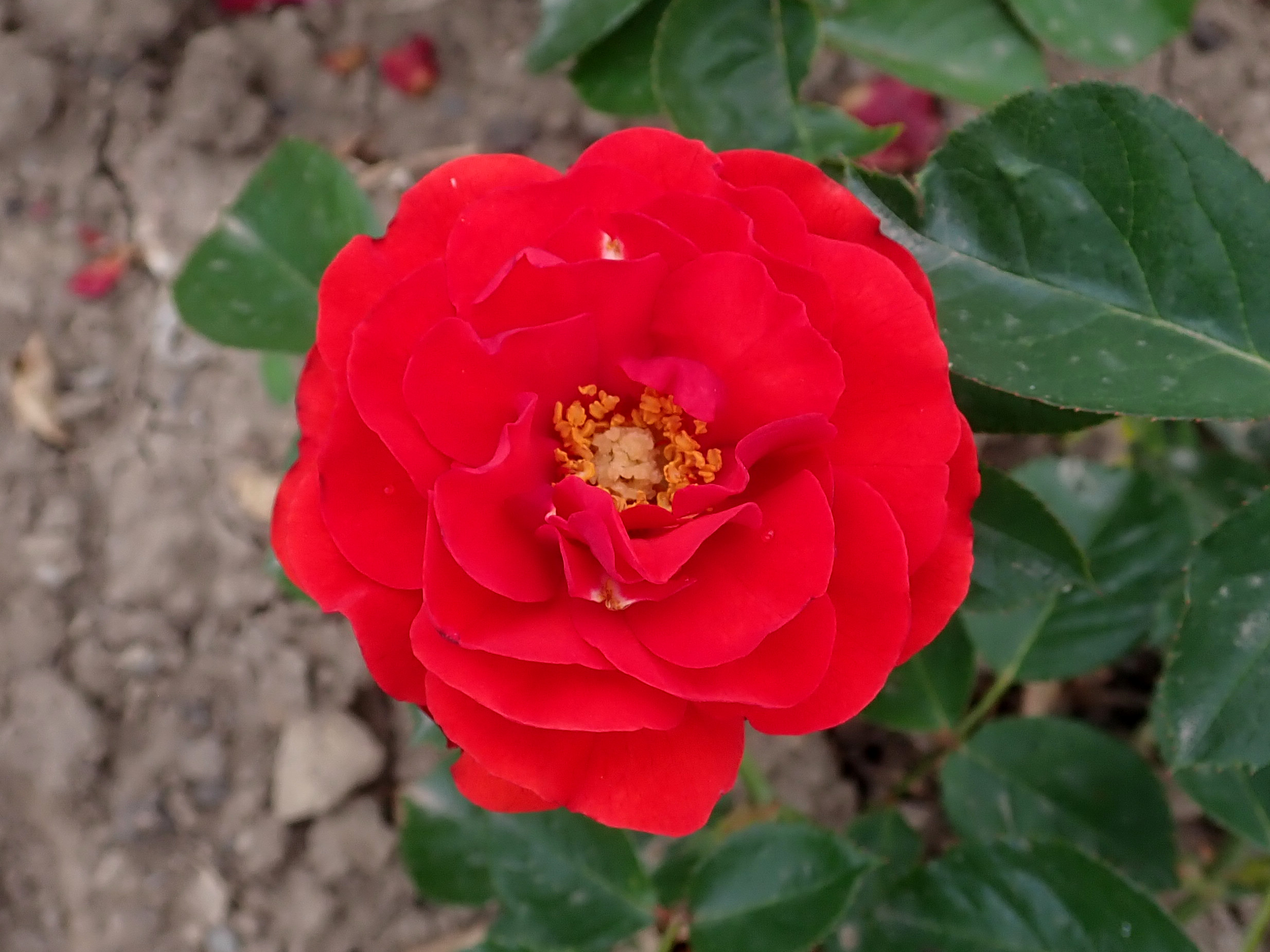
'Red Wonder', voor 1954
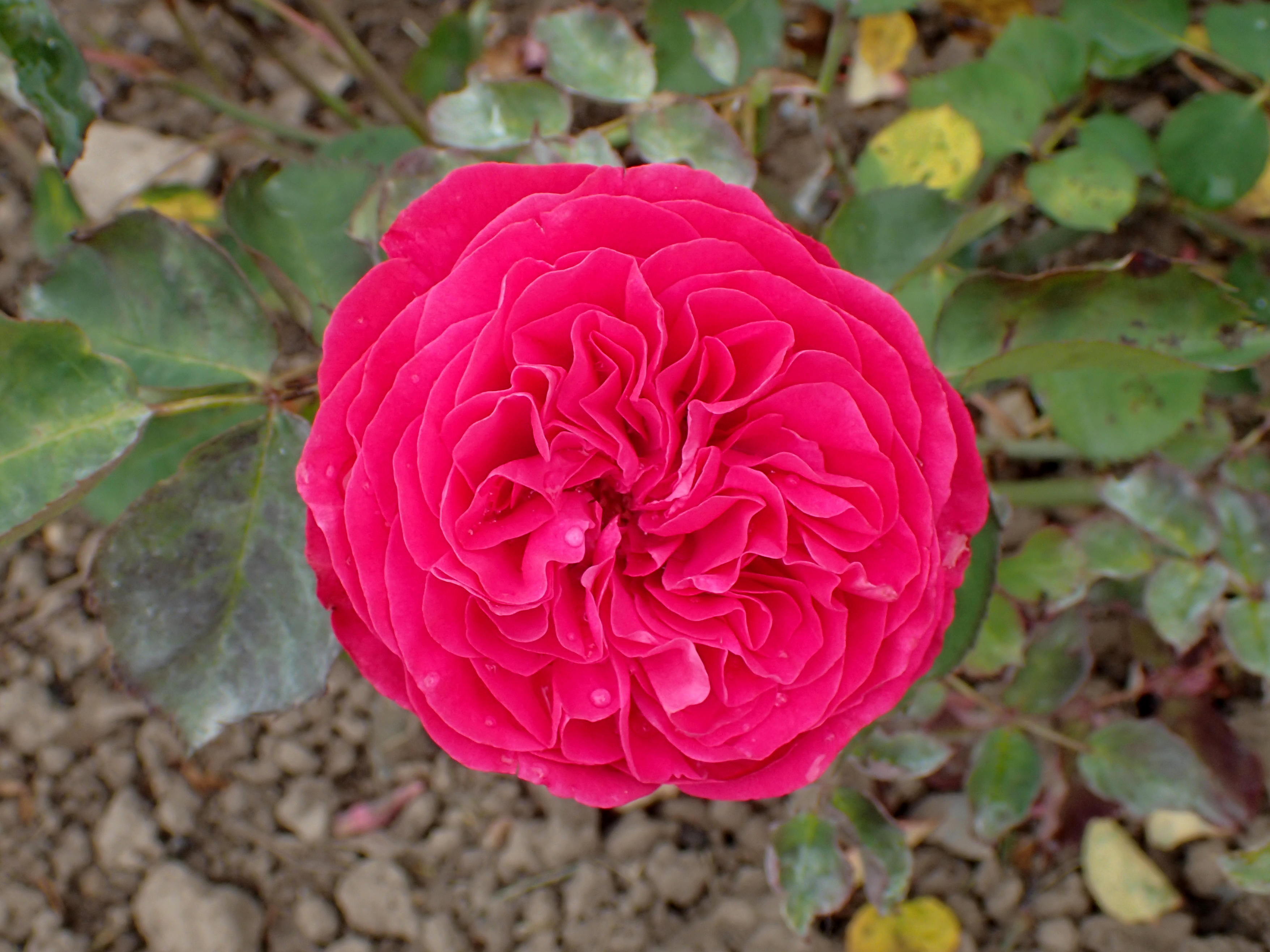
'Rosemary Rose', 1954
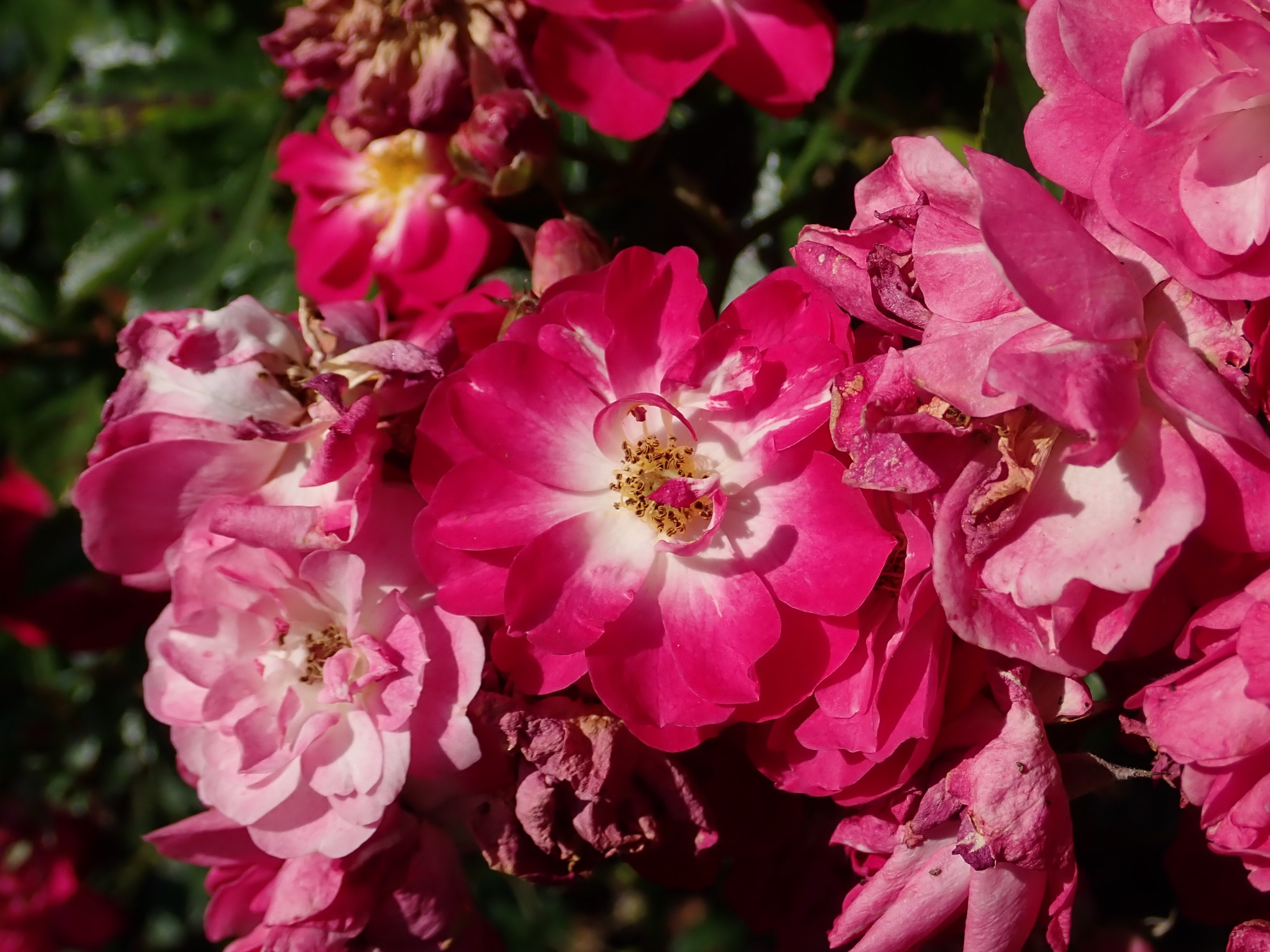
'Doc',[6] voor 1954
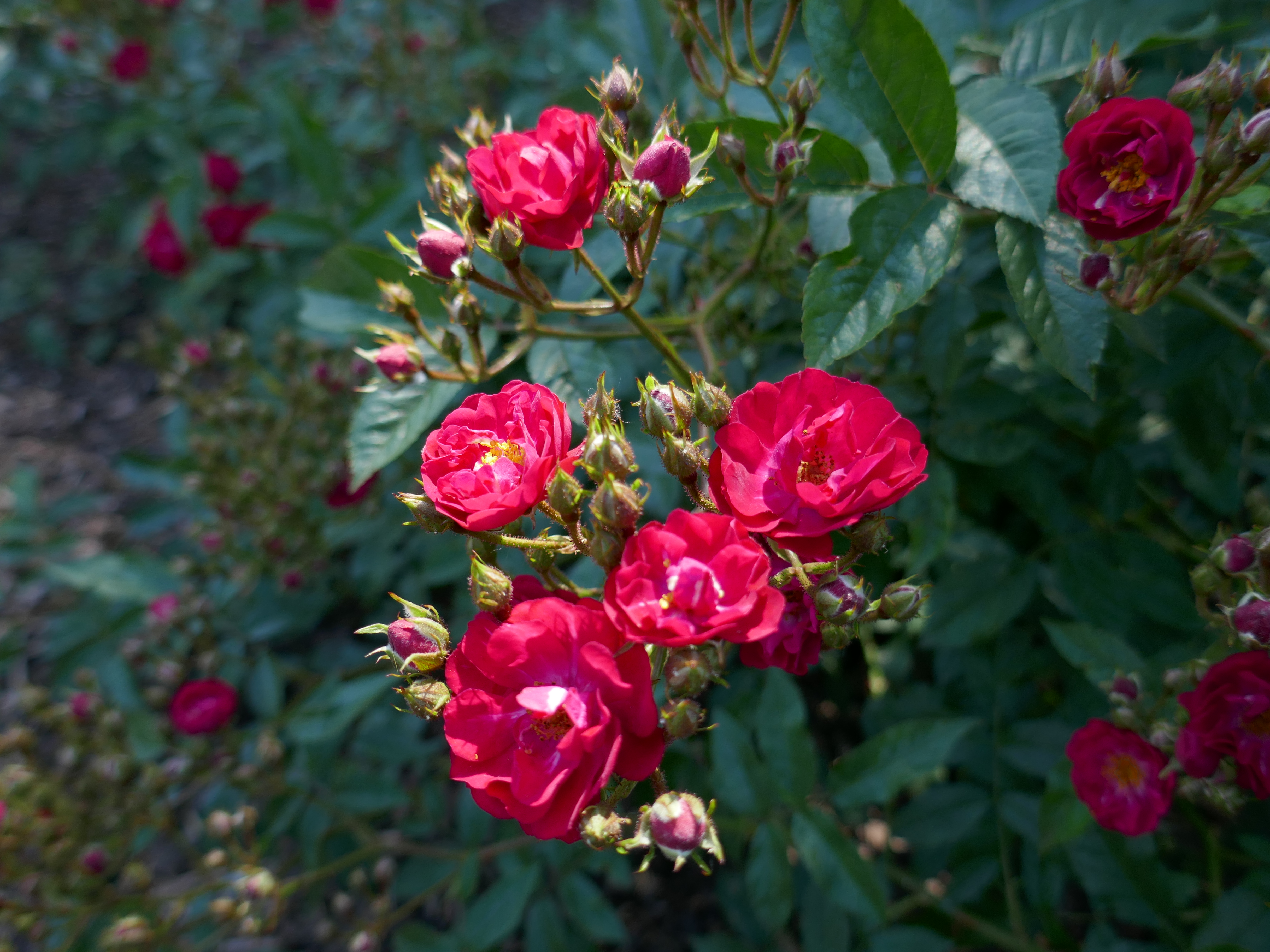
'Dopey',[6] voor 1954
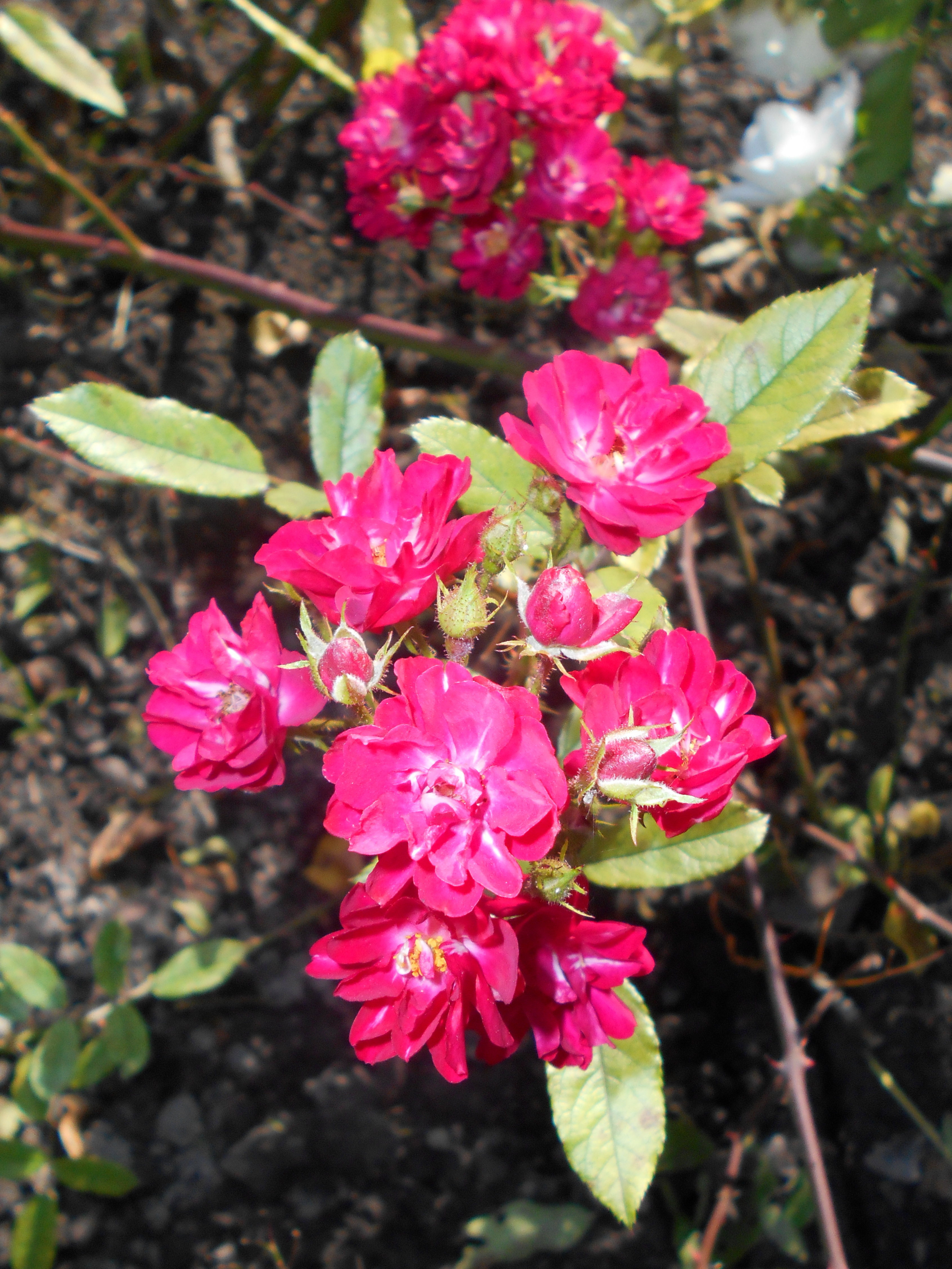
'Happy',[6] 1954
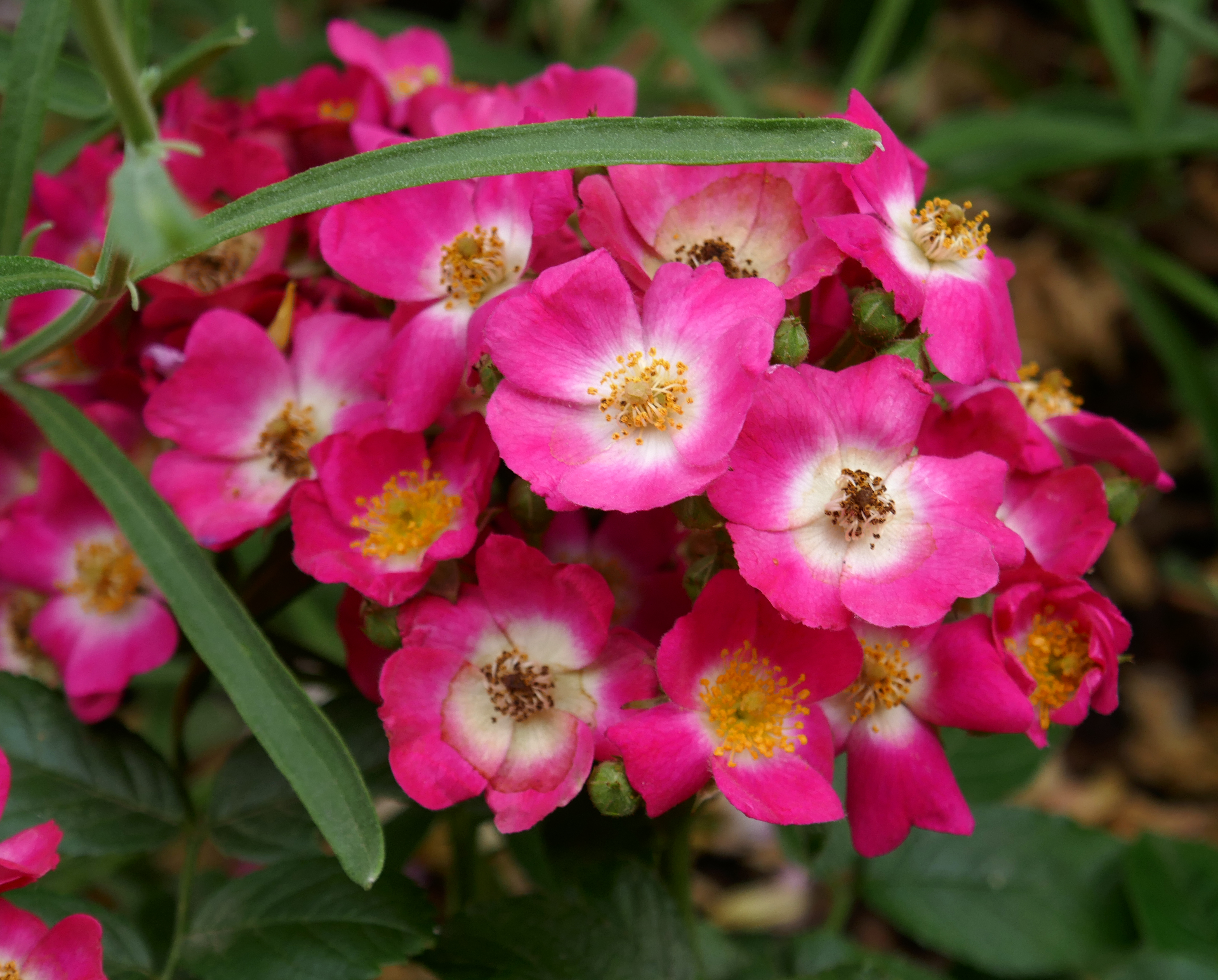
'Bashful',[6] voor 1955
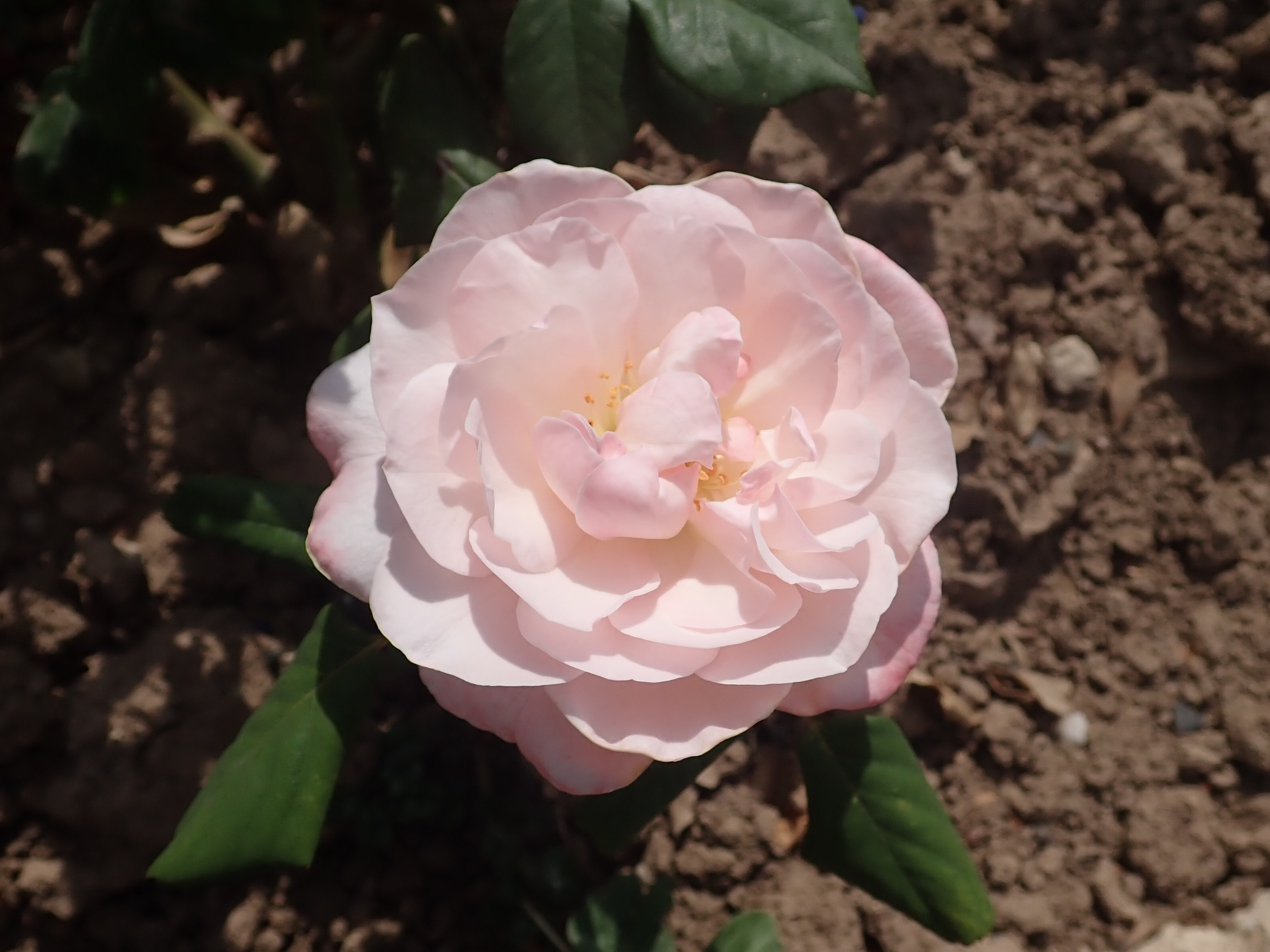
'Sweet Repose', voor 1955
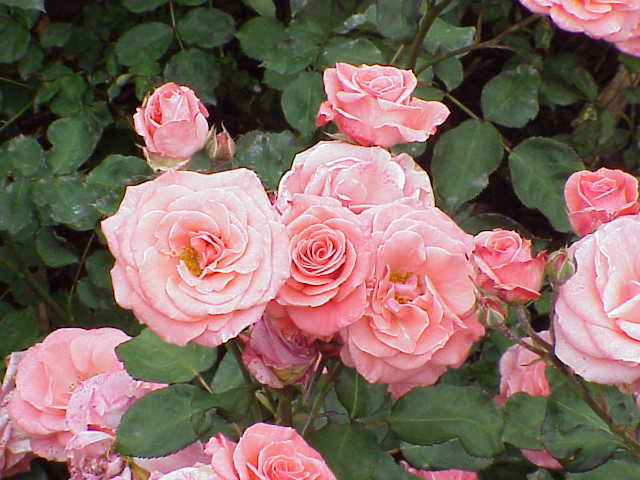
'Marion', 1956
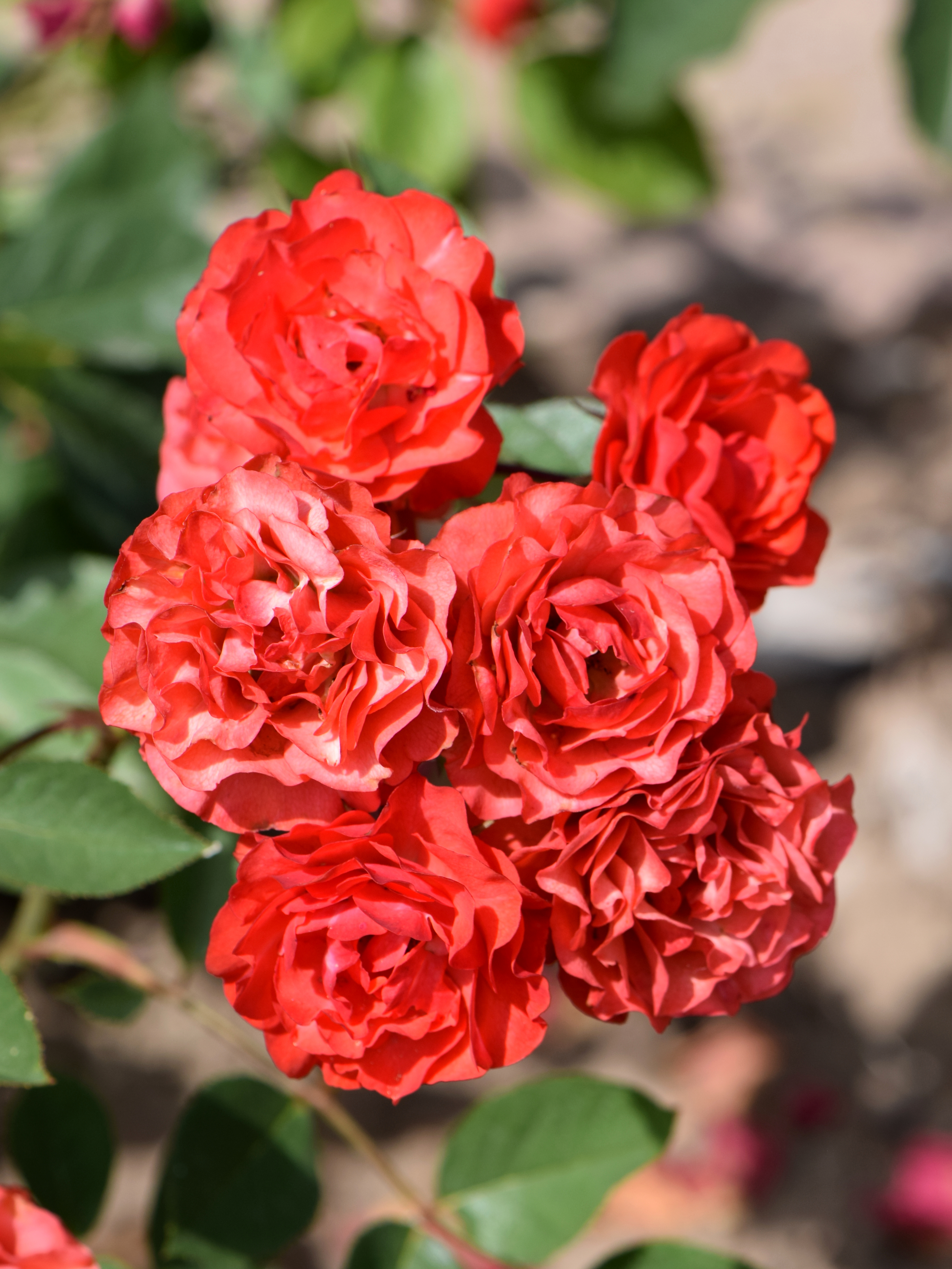
'Orange Special', voor 1957
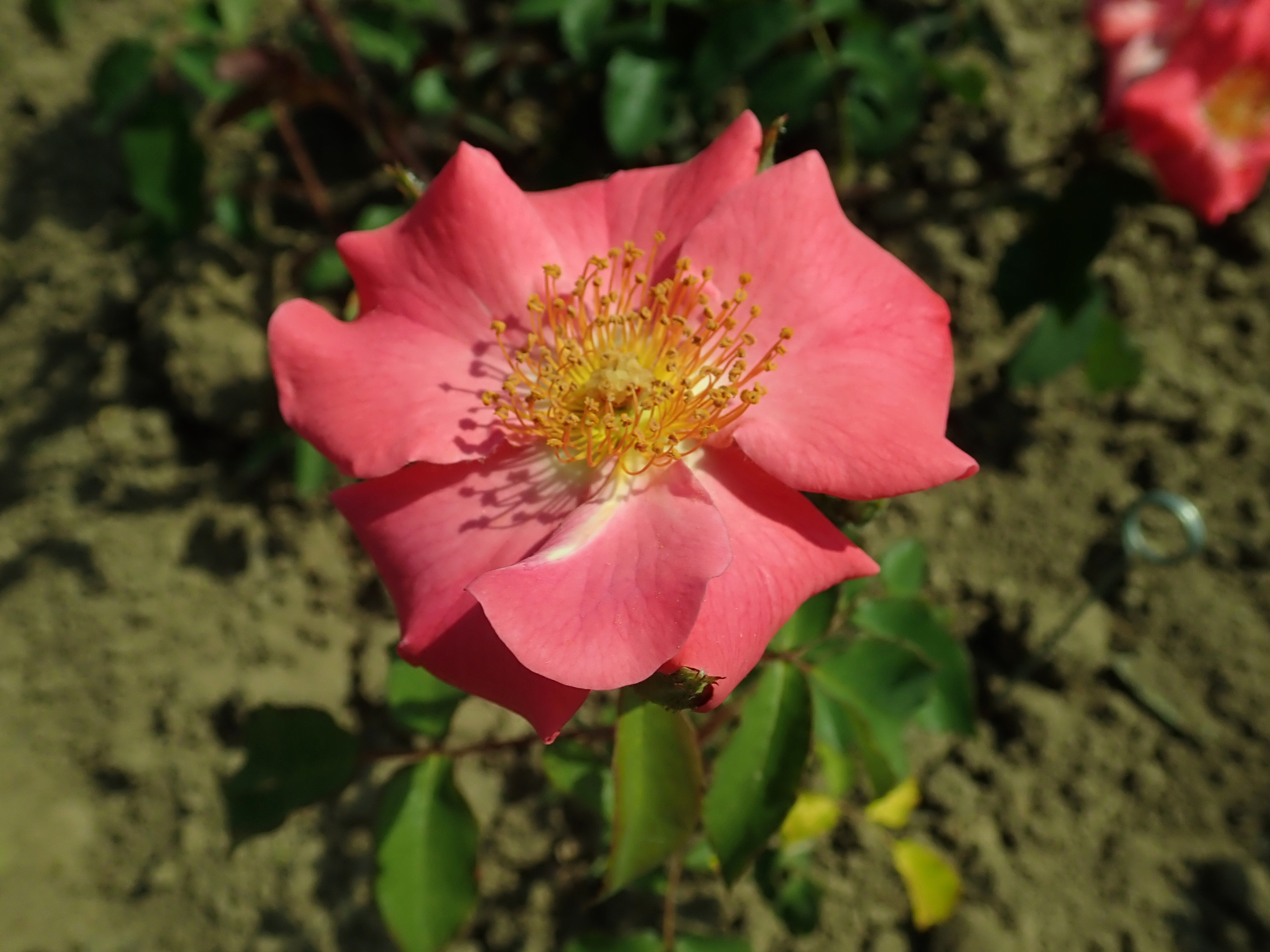
'Christine Gandy', voor 1958
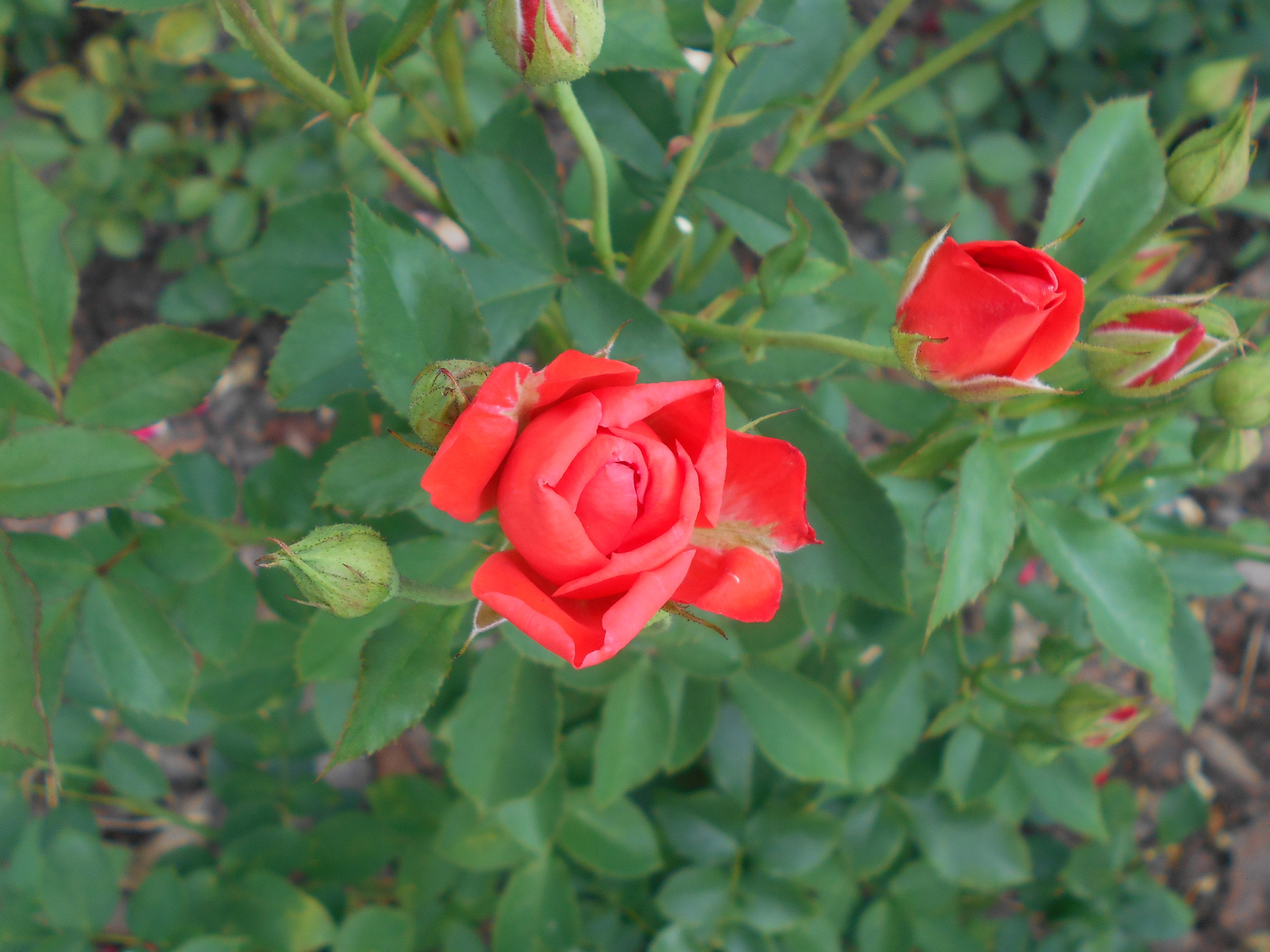
'Orange Sensation', voor 1958
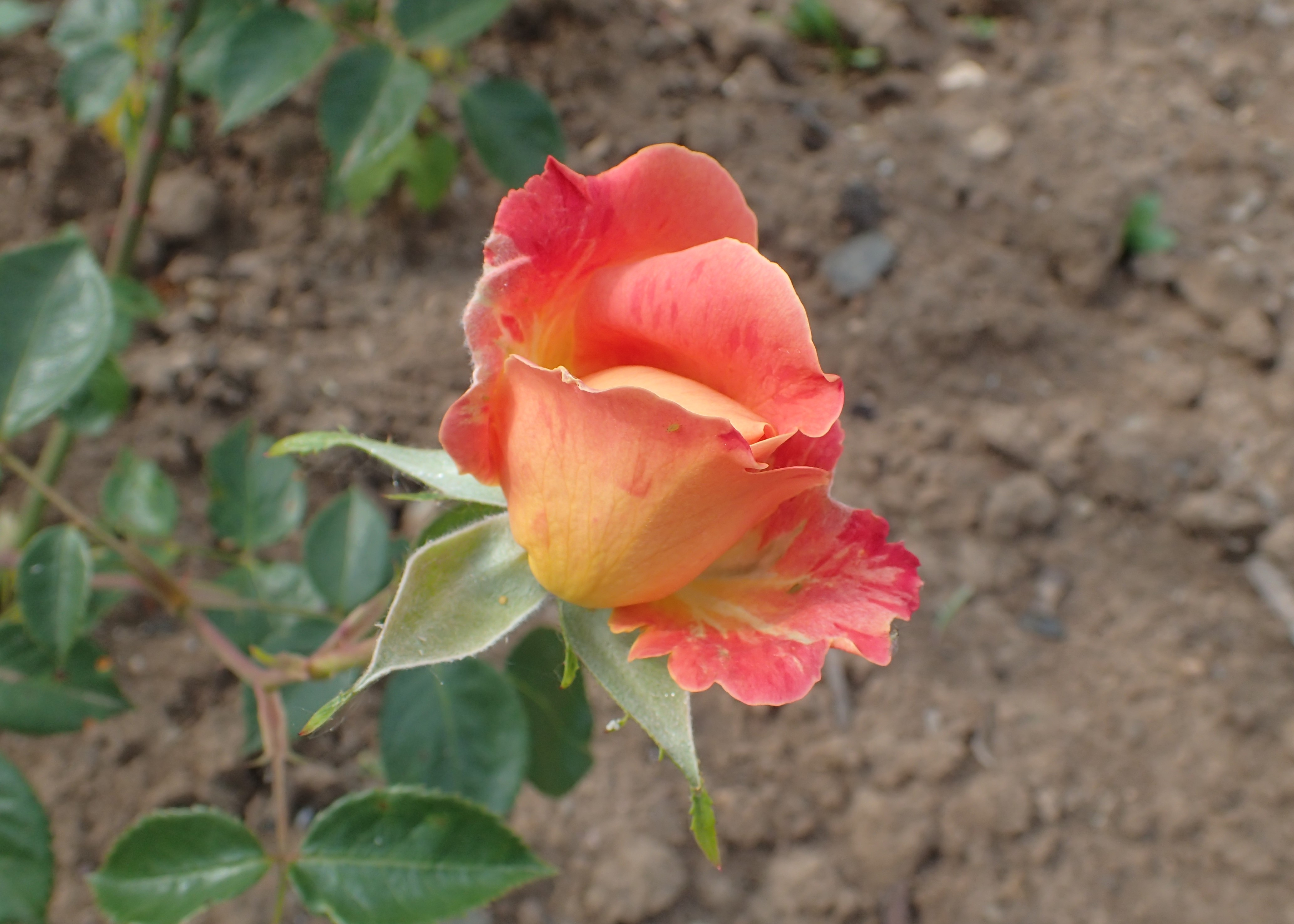
'Pepe', voor 1958
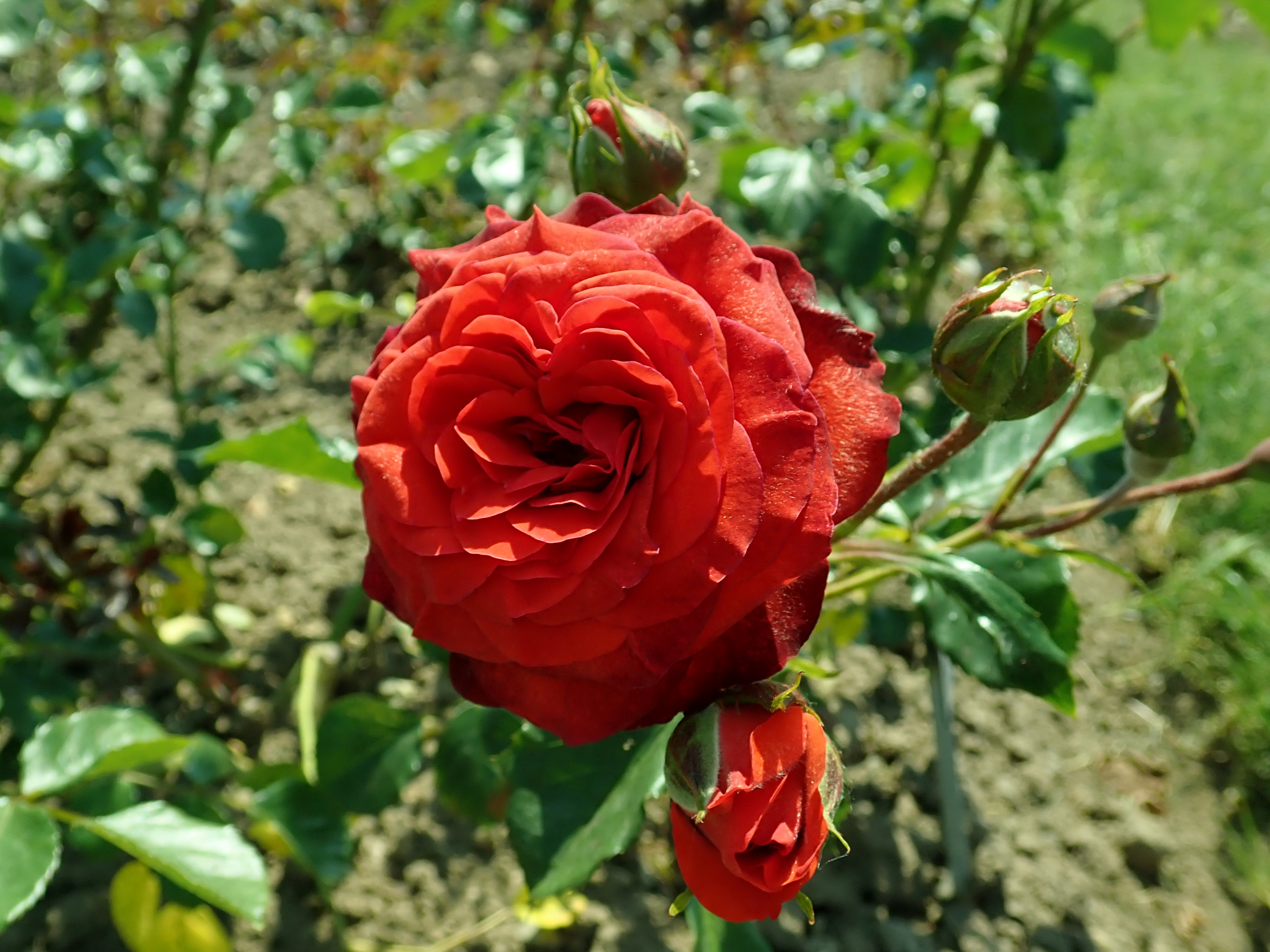
'City of Nottingham', 1958
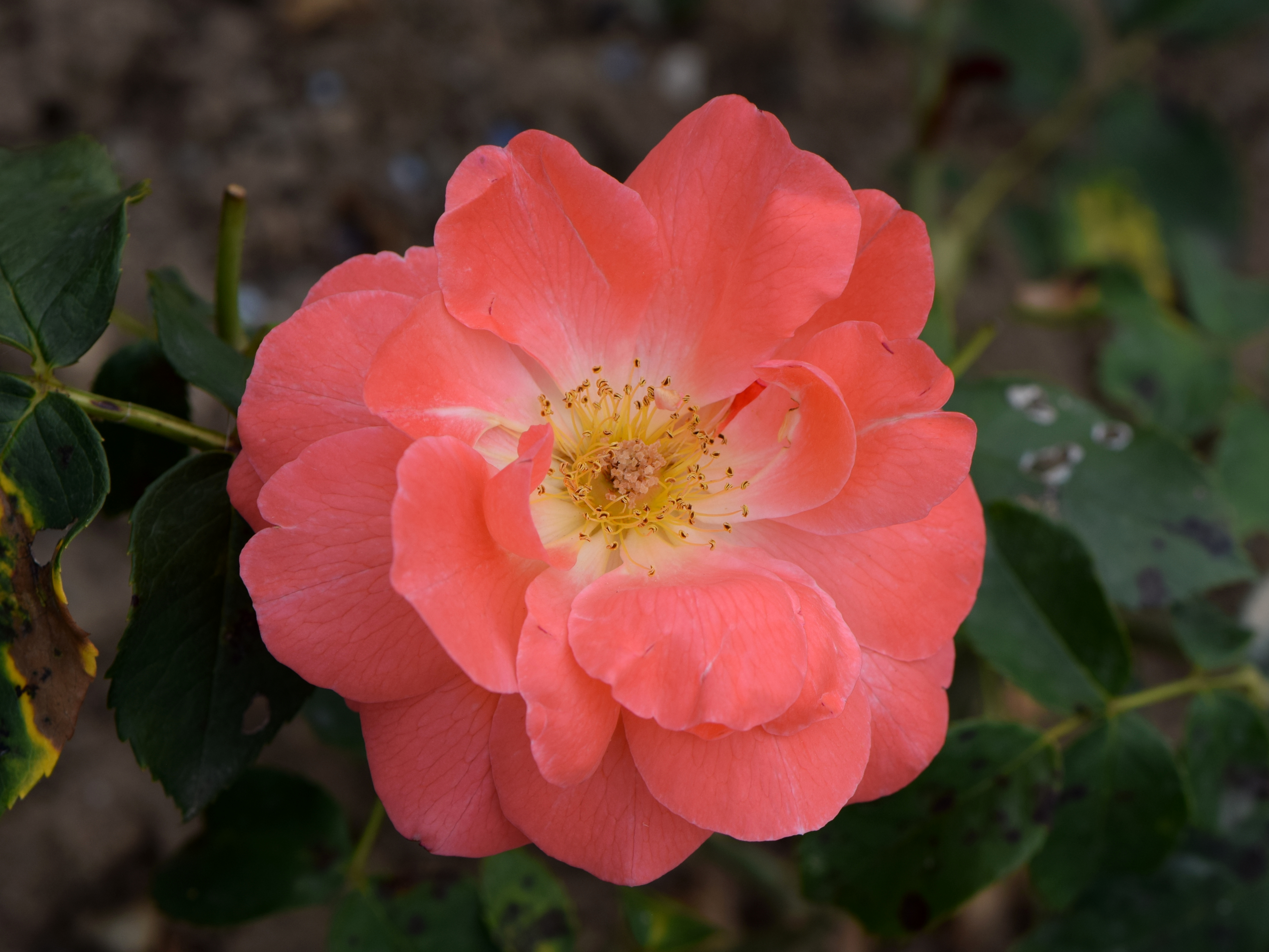
'Dacapo', voor 1960
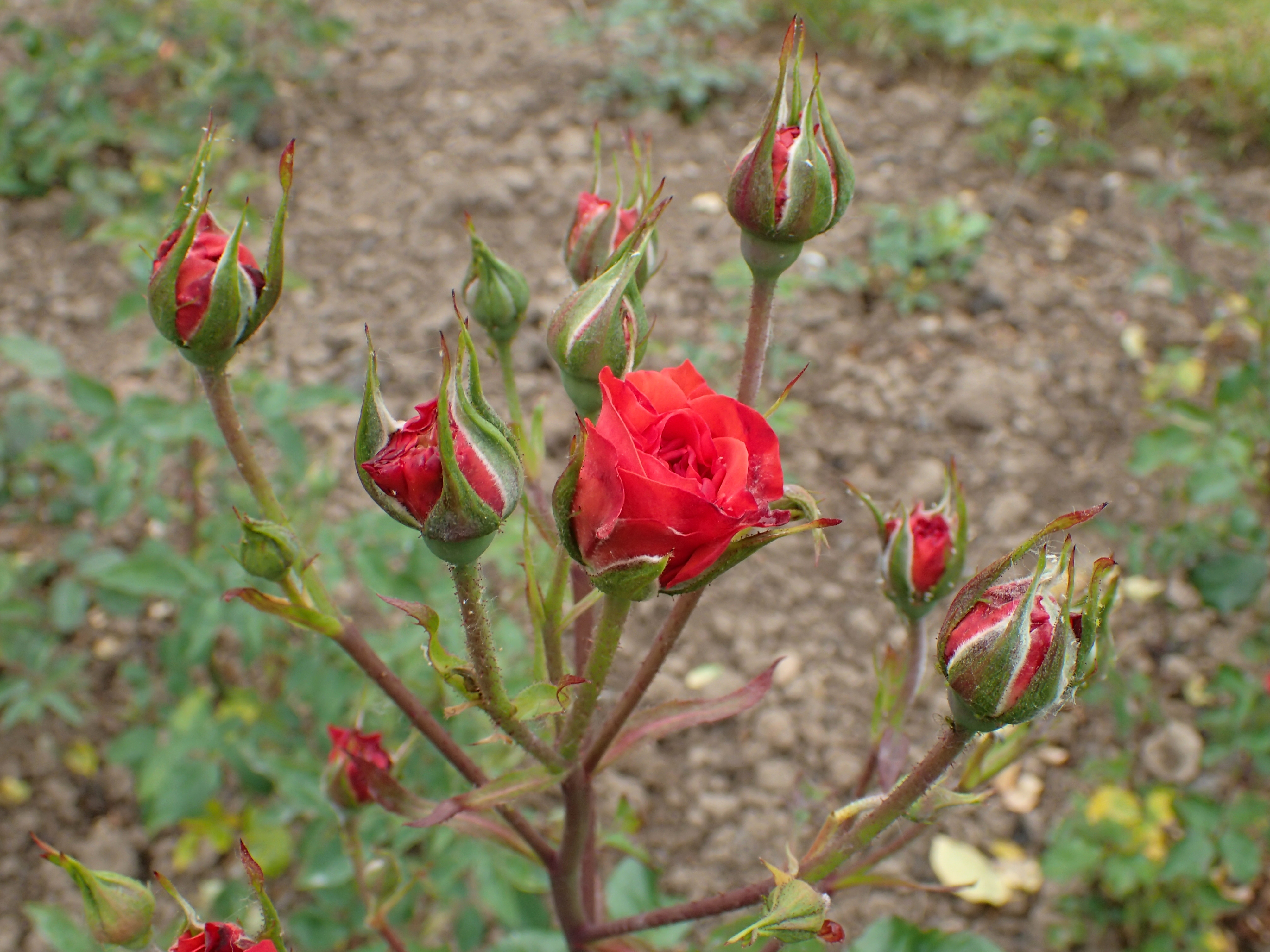
'Valeta', 1960
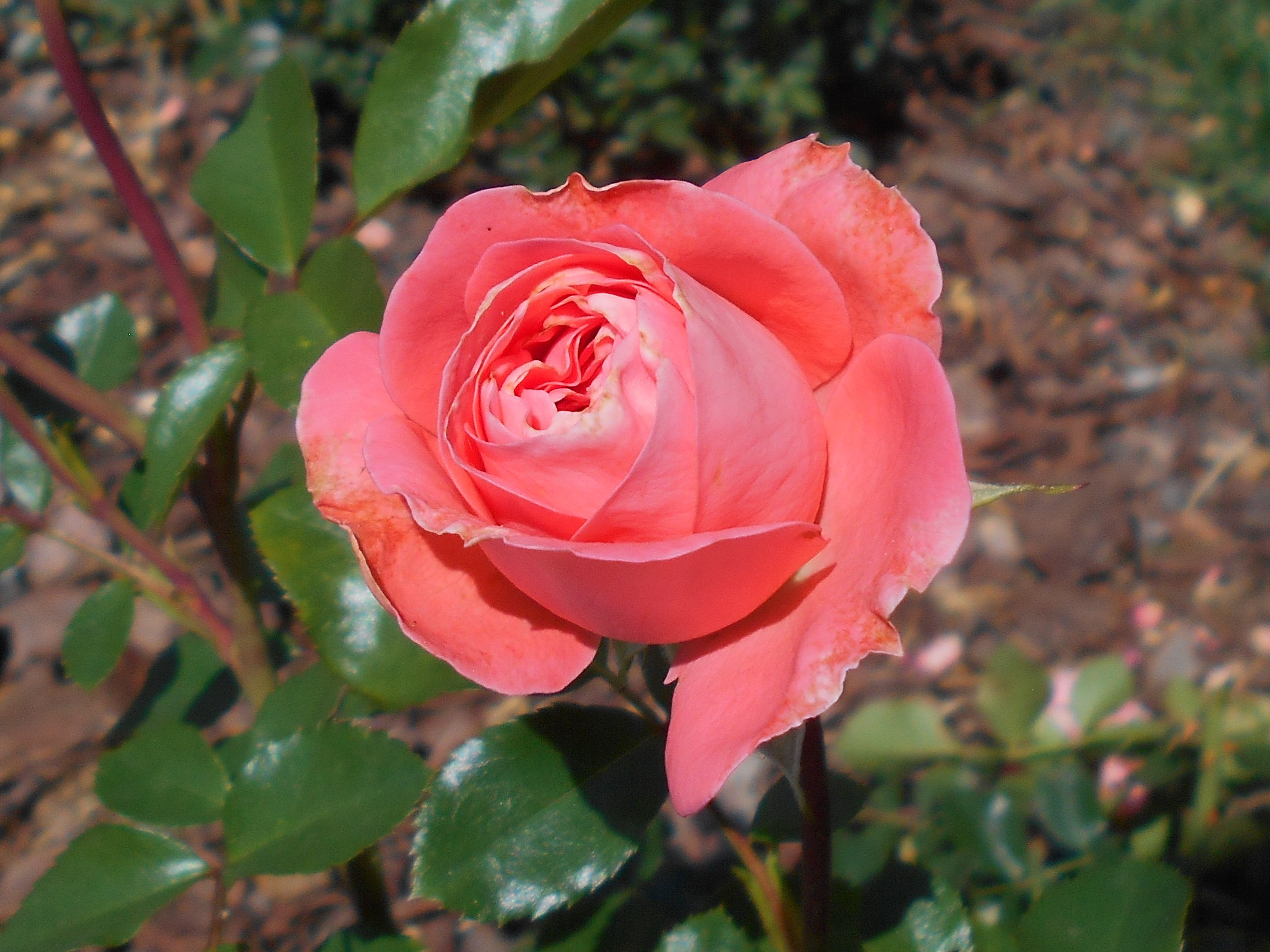
'Kimono', 1961
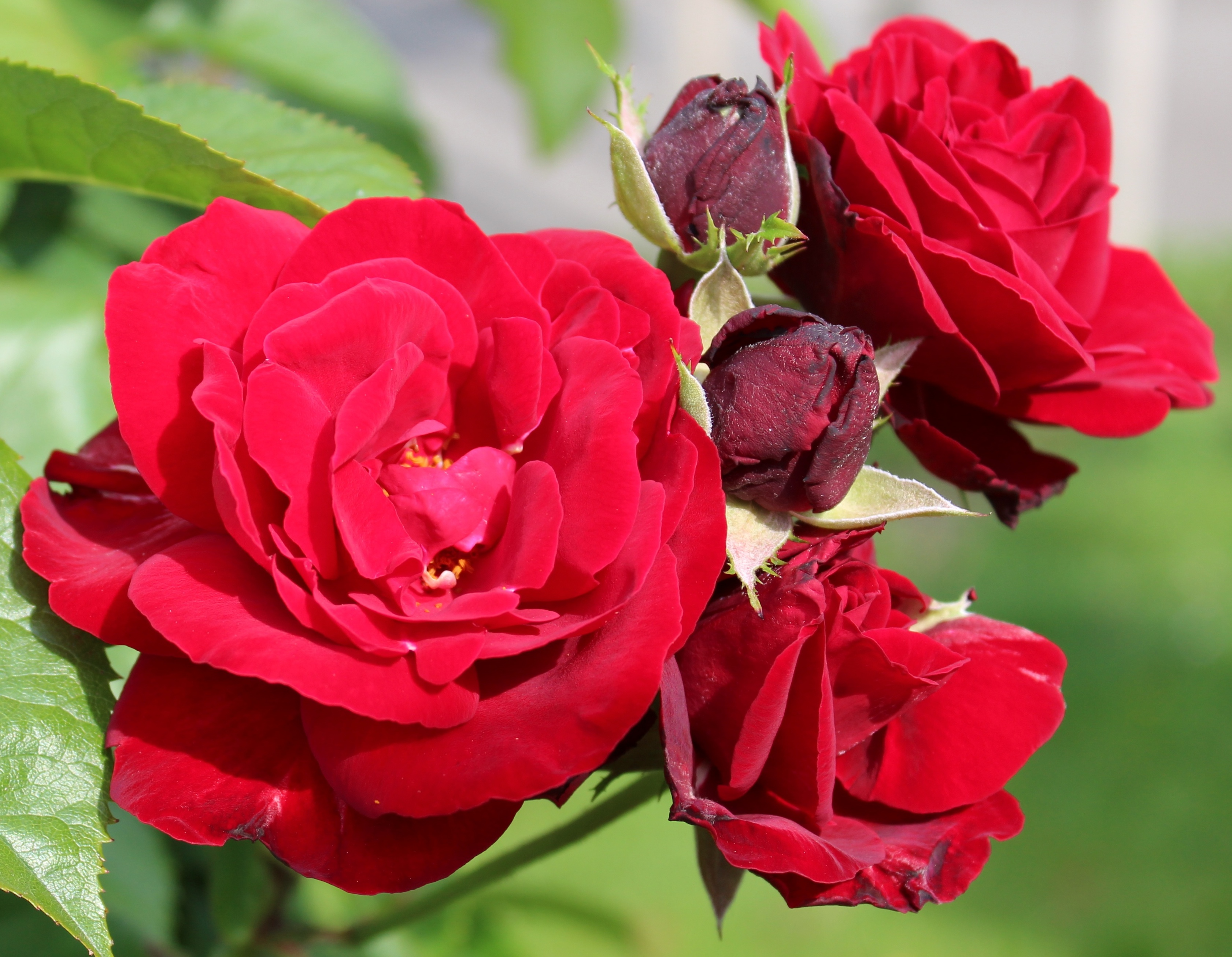
'Europeana', voor 1962
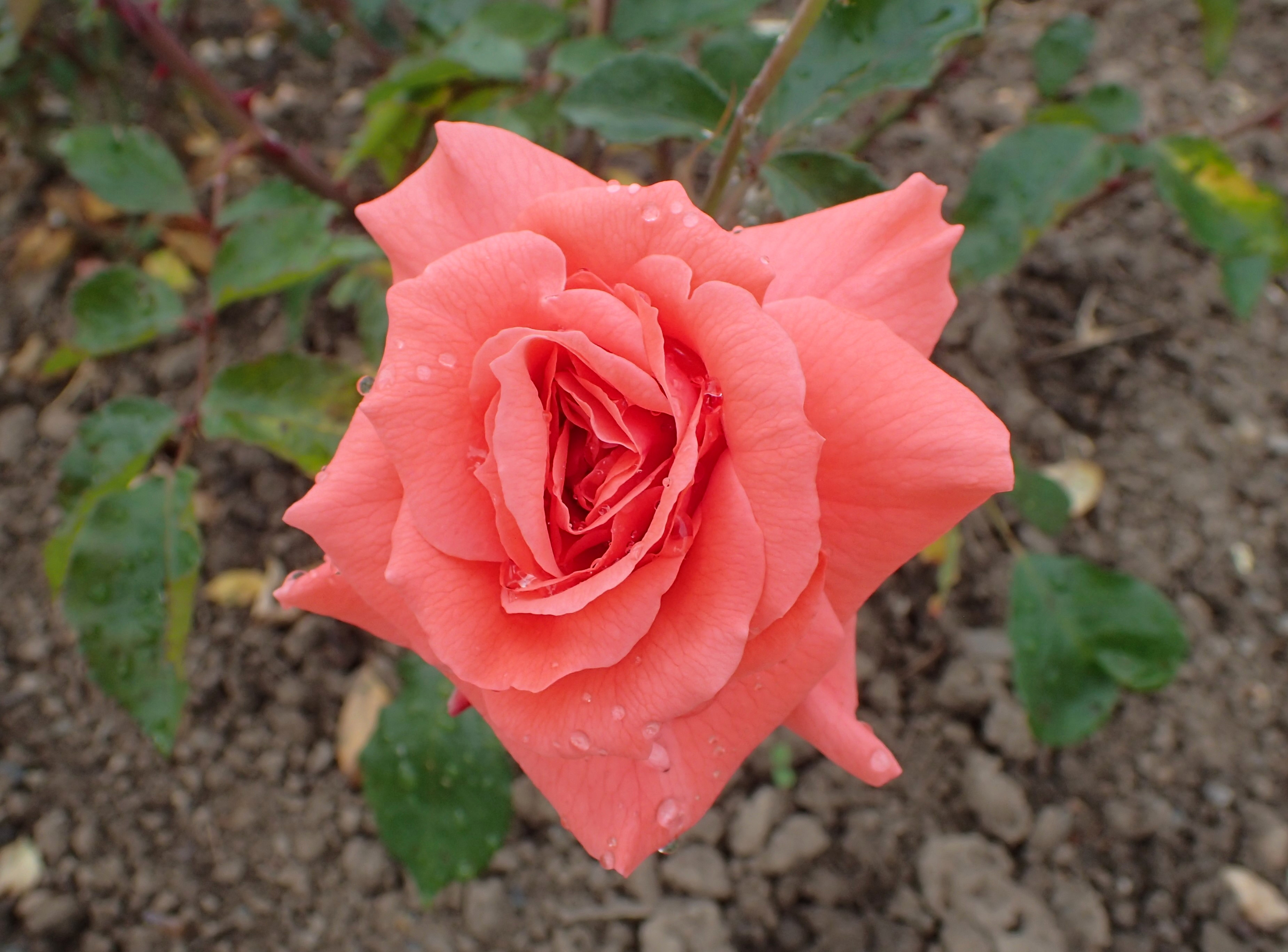
'Curiosa', voor 1964
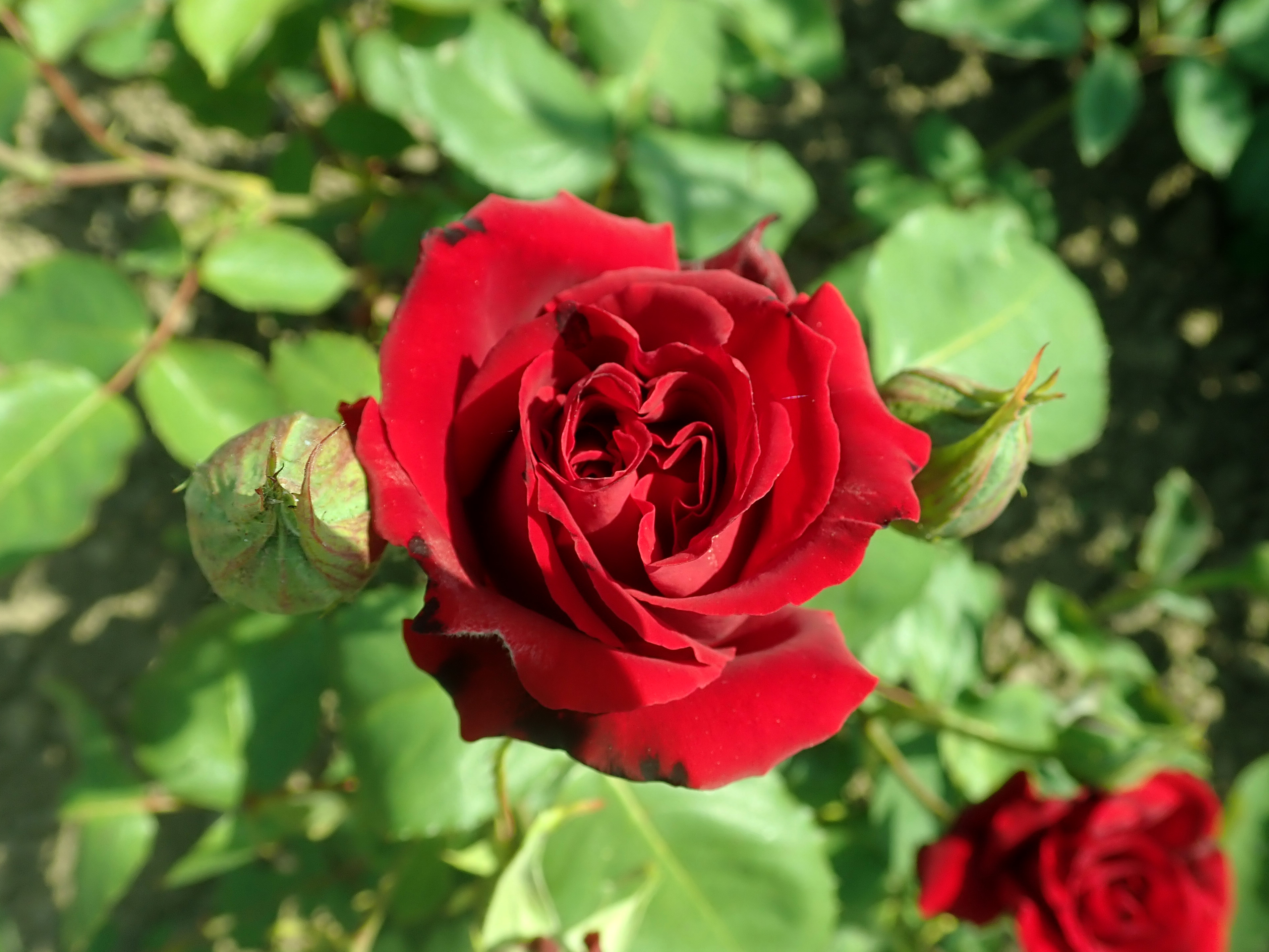
'Scania', voor 1965
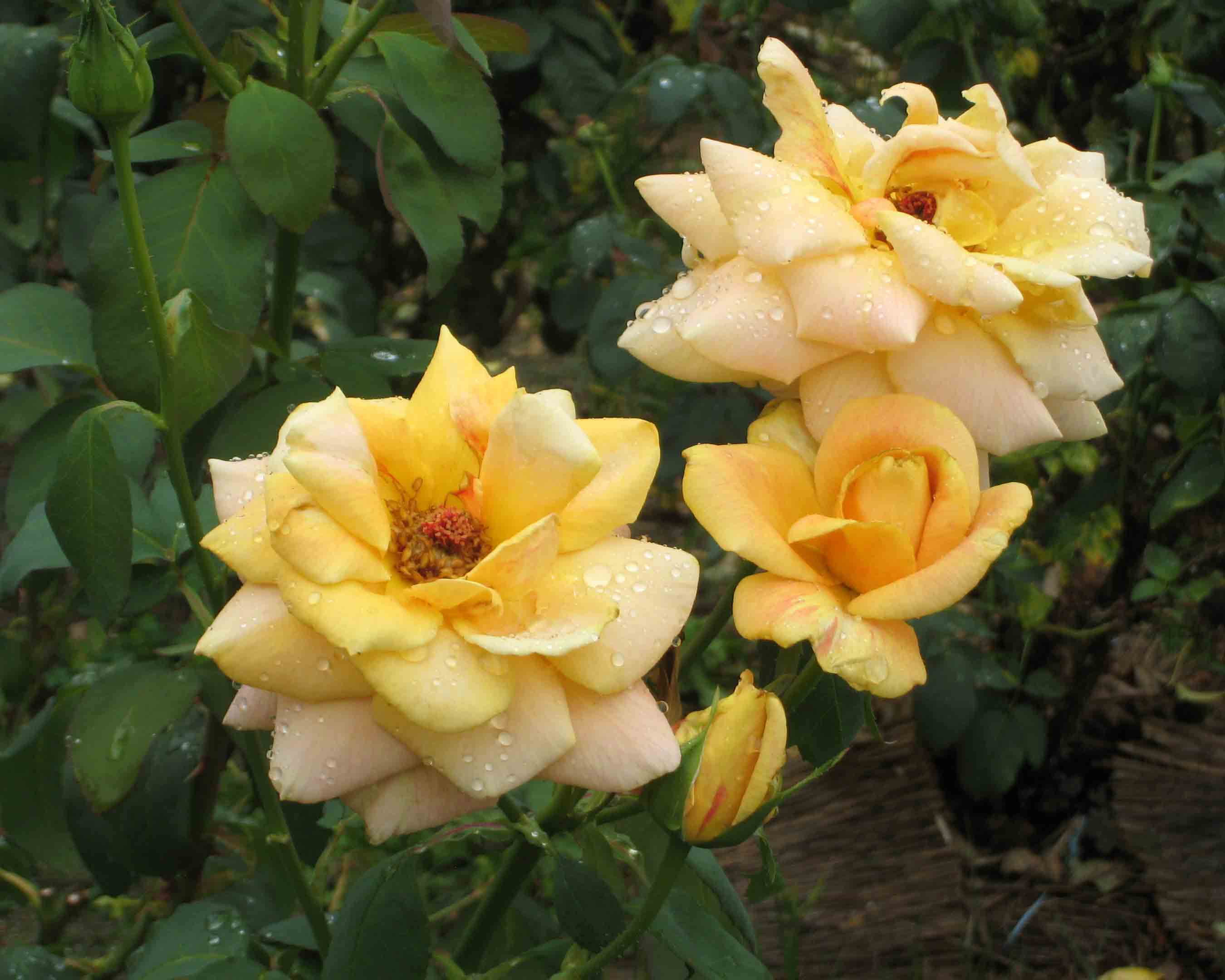
'Diorama', voor 1965